# Liste der Kulturdenkmale in Stuttgart-Süd

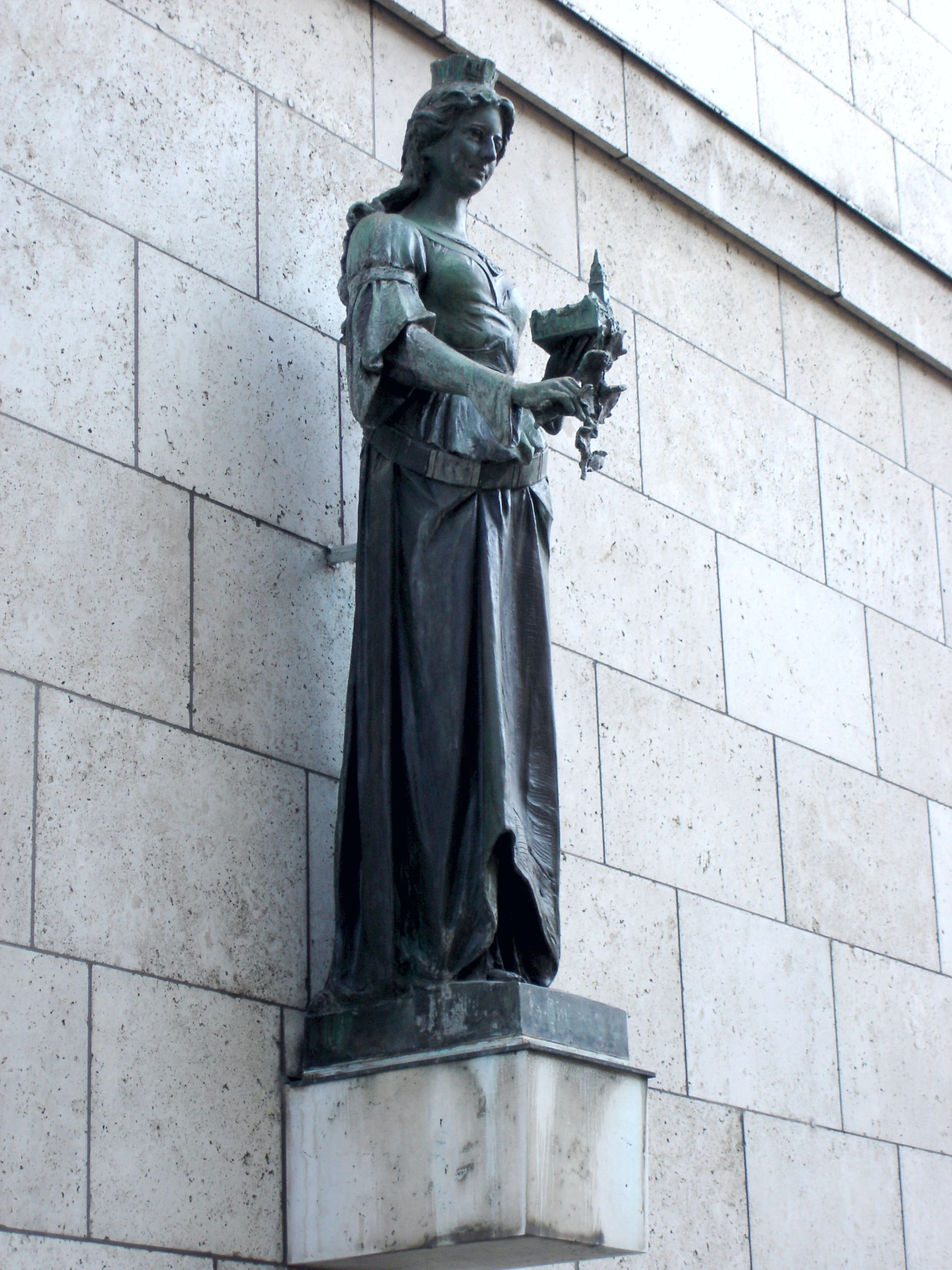
Stuttgardia

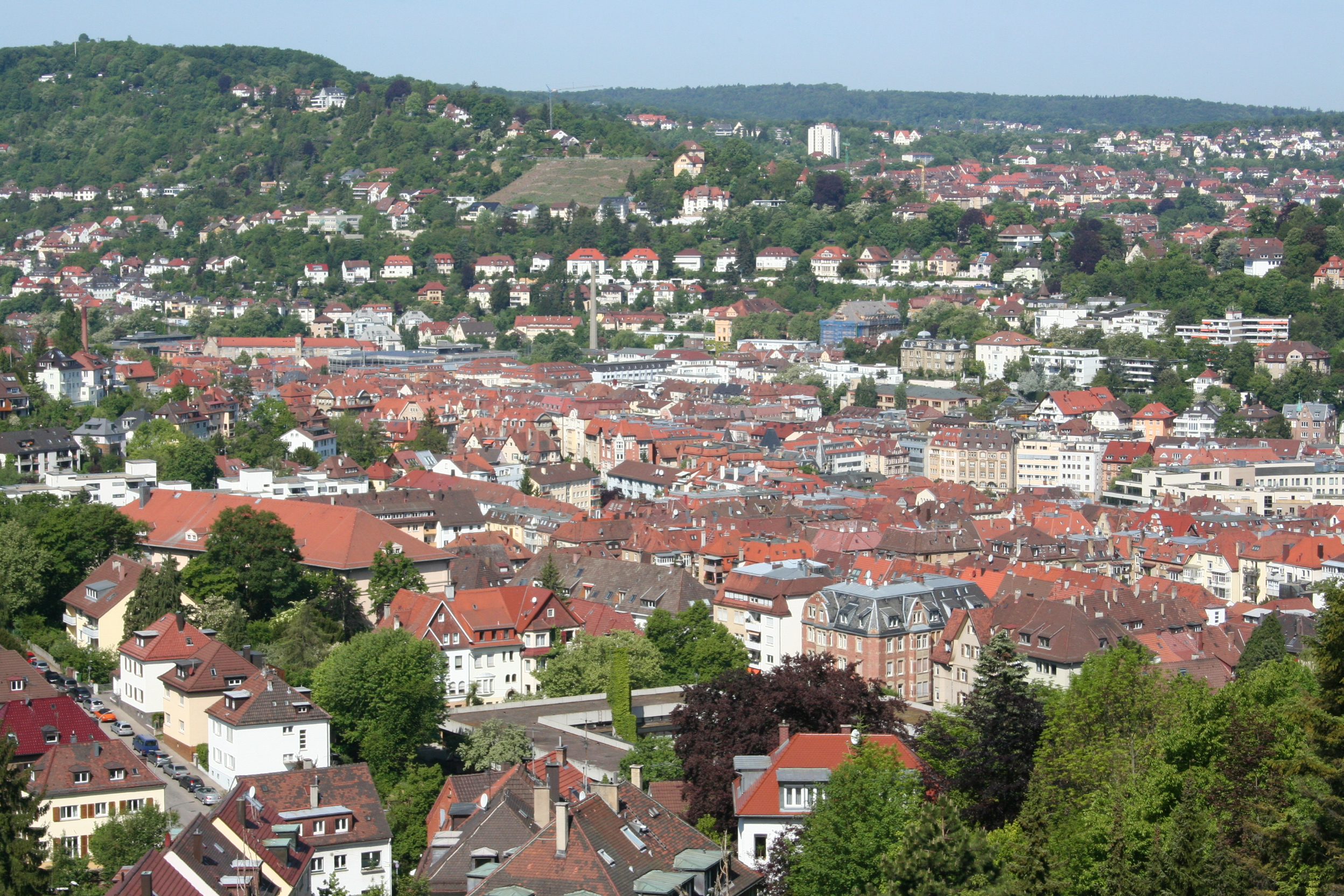
Blick auf Stuttgart-Süd

In der Liste der Kulturdenkmale in Stuttgart-Süd sind alle unbeweglichen Bau- und Kunstdenkmale in Stuttgart-Süd aufgelistet, die in der Liste der Kulturdenkmale. Unbewegliche Bau- und Kunstdenkmale der Unteren Denkmalschutzbehörde für diesen Stadtbezirk Stuttgarts verzeichnet sind. Stand dieser Liste ist der 25. April 2008.
Diese Liste ist nicht rechtsverbindlich. Eine rechtsverbindliche Auskunft ist lediglich auf Anfrage bei der Unteren Denkmalschutzbehörde der Stadt Stuttgart erhältlich.

## Allgemein
- Bild: Zeigt ein ausgewähltes Bild aus Commons, „Weitere Bilder“ verweist auf die Bilder im Medienarchiv Wikimedia Commons.
- Bezeichnung: Nennt den Namen, die Bezeichnung oder die Art des Kulturdenkmals.
- Lage: Straßenname und Hausnummer oder Flurstücknummer des Kulturdenkmals, gegebenenfalls auch den Ortsteil. Die Grundsortierung der Liste erfolgt nach dieser Adresse. Der Link (Karte) führt zu verschiedenen Kartendiensten mit der Position des Kulturdenkmals. Fehlt dieser Link, wurden die Koordinaten noch nicht eingetragen. Sind diese bekannt, können sie über ein Tool mit einer Kartenansicht einfach nachgetragen werden. In dieser Kartenansicht sind Kulturdenkmale ohne Koordinaten mit einem roten bzw. orangen Marker dargestellt und können durch Verschieben auf die richtige Position in der Karte mit Koordinaten versehen werden. Kulturdenkmale ohne Bild sind an einem blauen bzw. roten Marker erkennbar.
- Datierung: Baubeginn, Fertigstellung, Datum der Erstnennung oder grobe zeitliche Einordnung entsprechend des Eintrags in der zuständigen Denkmaldatenbank (Landesamt für Denkmalpflege Baden-Württemberg).
- Beschreibung: Kurzcharakteristik des Kulturdenkmals.

## Kulturdenkmale im Stadtbezirk Stuttgart-Süd

### Bopser
| Bild           | Bezeichnung                                                                              | Lage                                                              | Datierung                   | Beschreibung | ID |
| -------------- | ---------------------------------------------------------------------------------------- | ----------------------------------------------------------------- | --------------------------- | --- | -- |
| Weitere Bilder | Mietshaus                                                                                | Alexanderstr. 116 (Karte)                                         | 1898–1899                   | Historismus - deutsche Neorenaissance, Carl Heim und Heinz Sipple Geschützt nach § 2 DSchG                                            |    |
|                | Mietshaus                                                                                | Alexanderstr. 118 (Karte)                                         | 1903                        | Historismus - deutsche Neorenaissance, Schmohl und Staehelin Geschützt nach § 2 DSchG                                                 |    |
|                | Mietshaus                                                                                | Alexanderstr. 120 (Karte)                                         | 1904                        | Historismus, Jugendstil, Albert Schiller Geschützt nach § 2 DSchG                                                                     |    |
|                | Mietshaus                                                                                | Alexanderstr. 122 (Karte)                                         | 1904                        | Historismus, Jugendstil, Albert Schiller Geschützt nach § 2 DSchG                                                                     |    |
|                | Wohn- und Geschäftshäuser (Sachgesamtheit)                                               | Alexanderstr. 124 bis 130 (gerade), 136, (Karte)                  | 1906–1907                   | Neoklassizismus, Historismus, Jugendstil, Russ F. Geschützt nach § 2 DSchG                                                            |    |
|                | Mietshaus                                                                                | Alexanderstr. 133 (Karte)                                         | 1905                        | Historismus - Neobarock Geschützt nach § 2 DSchG                                                                                      |    |
| Weitere Bilder | Mietshäuser (Sachgesamtheit)                                                             | Alexanderstr. 137, 139 (Karte)                                    | 1906                        | Historismus - Neogotik, Jugendstil, Alfred Seitz Geschützt nach § 2 DSchG                                                             |    |
|                | Mietshaus                                                                                | Alexanderstr. 148 (Karte)                                         | 1907–1908                   | Historismus - Neobarock, Neoklassizismus, K. Rebmann, Werkmeister Geschützt nach § 2 DSchG                                            |    |
|                | Mietshaus                                                                                | Alexanderstr. 151, 153 (Karte)                                    | 1907                        | Historismus, Alfred Seitz Geschützt nach § 2 DSchG                                                                                    |    |
|                | Mietshaus                                                                                | Alexanderstr. 155 (Karte)                                         | 1911–1912                   | Neoklassizismus, Alfred Seitz Geschützt nach § 2 DSchG                                                                                |    |
|                | Villa                                                                                    | Am Bopserweg 5 (Karte)                                            | 1924–1925                   | Neoklassizismus, Historismus - Neobarock, Paul Gessinger Geschützt nach § 2 DSchG                                                     |    |
|                | Villa                                                                                    | Am Bopserweg 7 (Karte)                                            | 1924–1925                   | Neoklassizismus, Historismus - Neobarock, Paul Gessinger Geschützt nach § 2 DSchG                                                     |    |
|                | Villen (Sachgesamtheit)                                                                  | Am Bopserweg 9 (Karte)                                            | 1924–1925                   | Neoklassizismus, Historismus - Neobarock, Paul Gessinger Geschützt nach § 2 DSchG                                                     |    |
|                | Mietshaus mit Vorgarten und Einfriedung (Sachgesamtheit)                                 | Bopserstr. 28 (Karte)                                             | 1903–1904                   | Jugendstil, Neogotik, Neobarock, J.V. Schweickart Geschützt nach § 2 DSchG                                                            |    |
|                | Mietshäuser (Sachgesamtheit)                                                             | Bopserwaldstr. 18 A, 18 B, 20, 22 (Karte)                         | 1902–1904                   | Historismus - Neobarock, Jugendstil, J.V. Schweickart Geschützt nach § 2 DSchG                                                        |    |
| Weitere Bilder | Villa Geisselmann mit Gartenhaus (Sachgesamtheit)                                        | Bopserwaldstr. 24 (Karte)                                         | 1910                        | Burgenarchitektur, Kaiser und Weippert Geschützt nach § 2 DSchG                                                                       |    |
| Weitere Bilder | Ehemalige Villa Eisele mit Einfriedung und Treppenaufgang (Sachgesamtheit)               | Bopserwaldstr. 26 (Karte)                                         | 1901                        | Historismus - Neorenaissance, E. Klaiber und A. Haro Geschützt nach § 2 DSchG                                                         |    |
|                | Haus Dr. W. Müller mit Garten (Sachgesamtheit)                                           | Bopserwaldstr. 33 (Karte)                                         | 1937                        | Heimatstil, Stuttgarter Schule 1920–1945, Paul Schmitthenner Geschützt nach § 2 DSchG                                                 |    |
|                | Ehemalige Villa Goebel                                                                   | Bopserwaldstr. 39 (Karte)                                         | 1913                        | Neoklassizismus, G. Stahl und A. Bossert Geschützt nach § 2 DSchG                                                                     |    |
|                | Ehemaliges Haus Weise und Elsäßer                                                        | Bopserwaldstr. 45,47 (Karte)                                      | 1910                        | Historismus - Landhausstil, Elsässer Martin Geschützt nach § 2 DSchG                                                                  |    |
|                | Ehemalige Villa Frankenstein                                                             | Bopserwaldstr. 55 (Karte)                                         | 1929                        | Bauhaus, Neues Bauen, Internationaler Stil, Bloch und Guggenheimer Geschützt nach § 2 DSchG                                           |    |
| Weitere Bilder | Ehemalige Villa Müller-Burk                                                              | Bopserwaldstr. 56 (Karte)                                         | 1910                        | Historismus - Heimatstil, R. Dollinger Geschützt nach § 2 DSchG                                                                       |    |
|                | Ruhbank (sogenannte Gruhe) im Bopserwald                                                 | Bopserwaldstr. 94 (ca. 40 m in Richtung Wald) Vic. W 2/5 (Karte)  | 1800–1900                   | Historismus - Heimatstil, R. Dollinger Geschützt nach § 2 DSchG                                                                       |    |
|                | Ernst-von-Sieglin-Denkmal                                                                | Ernst-Sieglin-Platz; Flst.Nr. 3377 (Karte)                        | 1932–1934                   | Neoklassizismus, Donndorf Karl, Bildhauer Geschützt nach § 2 DSchG                                                                    |    |
|                | Ehemalige Villa Rauscher mit Einfriedung (Sachgesamtheit)                                | Etzelstr. 9 (Karte)                                               | 1908                        | Neoklassizismus, Ludwig Eisenlohr und Weigle Carl Geschützt nach § 2 DSchG                                                            |    |
|                | Ehemalige Villa Anselm                                                                   | Etzelstr. 11 (Karte)                                              | 1909                        | Neoklassizismus, Ludwig Eisenlohr und Weigle Carl Geschützt nach § 2 DSchG                                                            |    |
| Weitere Bilder | Ehemalige Villa Bauer mit Treppenaufgang (Sachgesamtheit)                                | Etzelstr. 27 (Karte)                                              | 1899–1900                   | Neoklassizismus, Eitel Albert Geschützt nach § 2 DSchG                                                                                |    |
| Weitere Bilder | Ehemalige Villa Vöth mit Treppenaufgang (Sachgesamtheit)                                 | Etzelstr. 29 (Karte)                                              | 1878, 1903                  | Neorenaissance, Historismus - Landhausstil, Rueff und Omeis Geschützt nach § 2 DSchG                                                  |    |
|                | Ehemaliges Teehaus und Marmorsaal der abgebrochenen Villa Weißenburg (Sachgesamtheit)    | Hohenheimer Str. 119, Flst.Nr. 3404 (Karte)                       | 1912–1913                   | Historismus, Henes Heinrich Geschützt nach § 12 DSchG                                                                                 |    |
|                | Marmorsaal (Teil der SG der abgebrochenen Villa Weißenburg)                              | Hohenheimer Str. 119, Flst.Nr. 3404 (Karte)                       | 1912–1913                   | Historismus, Henes Heinrich Geschützt nach § 12 DSchG                                                                                 |    |
|                | Bopser-Anlagen an der Neuen Weinsteige, mit Brunnen und Denkmal (Sachgesamtheit)         | Hohenheimer Straße, Flst.Nr. 3200 (Karte)                         | 1822, 1882–1884             | Geschützt nach § 2 DSchG |    |
|                | Bopser-Brunnen (Teil der SG „Bopser-Anlagen“)                                            | Hohenheimer Straße, Flst.Nr. 3200 (Karte)                         | 1606, 1762, 1840–1884, 1939 | Wolff A., Stadtbaurat; Pankok Bernhard Geschützt nach § 2 DSchG                                                                       |    |
| Weitere Bilder | Friedrich-List-Denkmal (Teil der SG „Bopser-Anlagen“)                                    | Hohenheimer Straße, Flst.Nr. 3200 (Karte)                         | 1905                        | Stocker Daniel, Bildhauer Geschützt nach § 2 DSchG                                                                                    |    |
|                | Ehemalige Gastwirtschaft Dinkelacker                                                     | Im Unteren Kienle 7 (Karte)                                       | 1903                        | Historismus, Carl Heim und Früh Jakob Geschützt nach § 2 DSchG                                                                        |    |
| Weitere Bilder | 5 Villen (Sachgesamtheit)                                                                | Im Unteren Kienle 9 bis 17 (ungerade) (Karte)                     | 1910                        | Heimatstil, Hengerer Karl Geschützt nach § 2 DSchG                                                                                    |    |
|                | Wasserturm                                                                               | Jahnstr. 85 (Karte)                                               | 1911                        | Hochbauamt Stuttgart, Stuttgarter Eisenbetongesellschaft Geschützt nach § 2 DSchG                                                     |    |
|                | Treppenanlage                                                                            | Neue Weinsteige 19 (Karte)                                        | 1903                        | Neoklassizismus, Georg Friedrich Bihl und Alfred Woltz. Das schmiedeeiserne Tor ist im Jugendstil gefertigt. Geschützt nach § 2 DSchG |    |
|                | Ehemalige Villa Seyffhardt                                                               | Neue Weinsteige 37 (Karte)                                        | 1901                        | Historismus - deutsche Neorenaissance, Jugendstil, Ludwig Eisenlohr und Weigle Carl Geschützt nach § 2 DSchG                          |    |
|                | Doppelwohnhaus mit Einfriedung, Gartenbelvedere und Garagen (Sachgesamtheit)             | Neue Weinsteige 44 (Karte)                                        | 1910                        | Jugendstil, Neoklassizismus, Beckmann R. Geschützt nach § 2 DSchG                                                                     |    |
|                | Gartenbelvedere (Teil der Sachgesamtheit)                                                | Neue Weinsteige 44a (Karte)                                       | 1910                        | Jugendstil, Neoklassizismus, Beckmann R. Geschützt nach § 2 DSchG                                                                     |    |
|                | Mehrfamilienhaus mit Einfriedung und Gartenbelvedere (Sachgesamtheit)                    | Neue Weinsteige 51, 53; Flst.Nr. 3365/2, 3395/6, 3395/7 (Karte)   | 1905                        | Historismus - Neorenaissance, Neobarock, J.V. Schweickart Geschützt nach § 2 DSchG                                                    |    |
|                | Ehemalige Villa Endriss                                                                  | Neue Weinsteige 75 (Karte)                                        | 1898                        | Historismus - Landhausstil, Glocker E. Geschützt nach § 2 DSchG                                                                       |    |
|                | Gemarkungsgrenzstein Stuttgart (STr 148) - Teil der SG „Gemarkungsgrenzsteine Stuttgart“ | Im Wald oberhalb der Stadtbahnhaltestelle "Weinsteige" (Karte)    | 1726                        | Geschützt nach § 2 DSchG |    |
|                | Gemarkungsgrenzstein Stuttgart (STr 145) - Teil der SG „Gemarkungsgrenzsteine Stuttgart“ | Ohne Adresse                                                      |                             | Geschützt nach § 2 DSchG |    |
|                | Ehemalige Villa Hummel                                                                   | Rottannenweg 31 (Karte)                                           | 1906                        | Historismus - Neogotik, Neobarock, Schweickardt Geschützt nach § 2 DSchG                                                              |    |
| Weitere Bilder | Villen (Sachgesamtheit)                                                                  | Sonnenbergstr. 26 (Karte)                                         | 1900–1901                   | Historismus - Neorenaissance, Jugendstil, Hummel und Förstner Geschützt nach § 2 DSchG                                                |    |
|                | Villa (Sachgesamtheit)                                                                   | Sonnenbergstr. 35 (Karte)                                         | 1900–1901                   | Historismus - Neorenaissance, Jugendstil, Hummel und Förstner Geschützt nach § 2 DSchG                                                |    |
|                | Villa (Sachgesamtheit)                                                                   | Sonnenbergstr. 37 (Karte)                                         | 1900–1901                   | Historismus - Neorenaissance, Jugendstil, Hummel und Förstner Geschützt nach § 2 DSchG                                                |    |
|                | Mehrfamilienhäuser (Sachgesamtheit)                                                      | Sonnenbergstr. 40, 42 (Karte)                                     | 1911–1912                   | Historismus - Neobarock, Lohr A., Bauunternehmen Geschützt nach § 2 DSchG                                                             |    |
|                | Mehrfamilienhaus                                                                         | Sonnenbergstr. 55 (Karte)                                         | 1911–1912                   | Neoklassizismus, Beckmann und Seezer Geschützt nach § 2 DSchG                                                                         |    |
|                | Himmelfahrtsbrunnen                                                                      | Sonnenbergstraße, Flst.Nr. 2880 (Karte)                           |                             | Klassizismus Geschützt nach § 2 DSchG                                                                                                 |    |
|                | Fischbach-Denkmal                                                                        | Unterer Bopserweg (Wernhalde), F.W. 51/2, Flst.Nr. 3116/1 (Karte) | 1906                        | Macholdt H., Bildhauer, Pelargus H., Bronzeguss Geschützt nach § 2 DSchG                                                              |    |
|                | Wohnhäuser (Sachgesamtheit)                                                              | Wernhaldenstr. 33, 45 (Karte)                                     |                             | Zollingerbauweise, Hofmann Ernst Geschützt nach § 2 DSchG                                                                             | BW |

### Lehen
| Bild           | Bezeichnung                                                                                  | Lage                                                                                     | Datierung                             | Beschreibung | ID |
| -------------- | -------------------------------------------------------------------------------------------- | ---------------------------------------------------------------------------------------- | ------------------------------------- | --- | -- |
|                | Wohn- und Geschäftshäuser (Sachgesamtheit)                                                   | Alexanderstr. 154, Neue Weinsteige 1, 3 (Karte)                                          | 1911–1912                             | Neoklassizismus, Russ Friedrich Geschützt nach § 2 DSchG |    |
| Weitere Bilder | Mietshaus                                                                                    | Alexanderstr. 158                                                                        | 1872                                  | Historismus - Neorenaissance, Braunwald J.W. Geschützt nach § 2 DSchG |    |
|                | Mietshaus (Sachgesamtheit)                                                                   | Alexanderstr. 159, Neue Weinsteige 12 B (Karte)                                          | 1906                                  | Historismus - Neoklassizismus, Hengerer und Katz Geschützt nach § 2 DSchG |    |
|                | Mietshaus                                                                                    | Alexanderstr. 160 (Karte)                                                                | 1873                                  | Historismus - italienische Neorenaissance, Batzill Carl Geschützt nach § 2 DSchG |    |
|                | Mietshaus                                                                                    | Alexanderstr. 162 (Karte)                                                                | 1872                                  | Historismus - italienische Neorenaissance, Braunwald J.W. Geschützt nach § 2 DSchG |    |
| Weitere Bilder | Mietshäuser und Wohn- und Geschäftshaus (Sachgesamtheit)                                     | Alexanderstr. 166, 168, Neue Weinsteige 16 (Karte)                                       | 1890–1894, 1892, 1896                 | Mayer A., Mayer V. und Rösch A. Geschützt nach § 2 DSchG |    |
|                | Mietshäuser (Sachgesamtheit)                                                                 | Alexanderstr. 167 (Karte)                                                                | 1912                                  | Neoklassizismus, Russ F. Geschützt nach § 2 DSchG |    |
|                | Mietshaus                                                                                    | Alexanderstr. 170 (Karte)                                                                | 1894                                  | Historismus - Neorenaissance Geschützt nach § 2 DSchG |    |
|                | Mietshäuser (Sachgesamtheit)                                                                 | Alexanderstr. 172, 174 (Karte)                                                           | 1912                                  | Neoklassizismus, Russ F. Geschützt nach § 2 DSchG |    |
|                | Verwaltungsgebäude (heute Mietshaus)                                                         | Alexanderstr. 176 (Karte)                                                                | 1924–1925                             | Neoklassizismus, Reissing Carl Geschützt nach § 2 DSchG |    |
|                | Mietshaus (Sachgesamtheit)                                                                   | Alexanderstr. 177, Immenhofer Str. 45 (Karte)                                            | 1913–1914                             | Historismus - Neoklassizismus, Dienstbach F. Geschützt nach § 2 DSchG |    |
|                | Wohnhaus                                                                                     | Alexanderstr. 178 (Karte)                                                                | 1913–1914                             | Neoklassizismus, Historismus - Neobarock, Fischer A. Geschützt nach § 2 DSchG |    |
| Weitere Bilder | Mietshäuser mit Ladenlokalen (Sachgesamtheit)                                                | Alte Weinsteige 10 bis 16 (gerade), Liststraße 57 bis 67 (ungerade) (Karte)              | 1910–1914                             | Neoklassizismus (süddeutscher), Walz Wilhelm Geschützt nach § 2 DSchG |    |
|                | Doppelmietshaus                                                                              | Alte Weinsteige 1 A, 1 B (Karte)                                                         | 1910                                  | Storz Heinrich und Alfred Geschützt nach § 2 DSchG |    |
|                | Wohn- und Geschäftshaus                                                                      | Altenbergstr. 1 (Karte)                                                                  | 1911                                  | Jugendstil, Neoklassizismus, Kocher Julius Geschützt nach § 2 DSchG |    |
|                | Objekt mit Klärungsbedarf (Teil der SG Fangelsbachfriedhof)                                  | Cottastr. 34/1 (Karte)                                                                   | 1911                                  | Jugendstil, Neoklassizismus, Kocher Julius Geschützt nach § 2 DSchG | BW |
| Weitere Bilder | Fangelsbachfriedhof (Sachgesamtheit)                                                         | Cottastr. 34/1; Flst.Nr. 4154 (Karte)                                                    | 1823, 1840–1846, 1866–1880, 1900–1910 | Geschützt nach § 2 DSchG |    |
|                | Geschäfts- und Wohnhaus (Friedhofsgärtnerei)                                                 | Cottastr. 43 (Karte)                                                                     | 1887                                  | Historismus, Johann Wendelin Braunwald Geschützt nach § 2 DSchG |    |
| Weitere Bilder | Mietshäuser (Sachgesamtheit)                                                                 | Cottastr. 45, 49, Mozartstr. 53, 55, 58 (Karte)                                          | 1912–1915                             | Neoklassizismus, Biedermeier, Gottlob Stoll, Werkmeister Geschützt nach § 2 DSchG |    |
|                | Doppelmietshaus                                                                              | Cottastr. 51, Immenhofer Str. 26 (Karte)                                                 | 1910–1911                             | Historismus, Jugendstil, Neoklassizismus, Bossert Fritz Geschützt nach § 2 DSchG |    |
|                | Mietshaus                                                                                    | Cottastr. 53 (Karte)                                                                     | 1904                                  | Historismus, Storz Heinrich und Alfred Geschützt nach § 2 DSchG |    |
| Weitere Bilder | Wohn- und Geschäftshaus                                                                      | Cottastr. 55, 57 (Karte)                                                                 | 1909                                  | Historismus - Neobarock, Neoklassizismus, Storck E. und Krisch F. Geschützt nach § 2 DSchG |    |
|                | Wohn- und Geschäftshäuser (Sachgesamtheit)                                                   | Cottastr. 56, 58, Olgastr. 138 bis 142 (gerade) (Karte)                                  | 1907–1910                             | Historismus, Neoklassizismus, Hug F., Werkmeister Geschützt nach § 2 DSchG |    |
|                | Mietshäuser (Sachgesamtheit)                                                                 | Cottastr. 63 (Karte)                                                                     | 1904–1905                             | Jugendstil, Strudel Sigmund Teil der Sachgesamtheit Cottastr. 63 und Olgastr. 135 Geschützt nach § 2 DSchG                                                                                       |    |
|                | Mietshäuser (Sachgesamtheit)                                                                 | Cottastr. 64 (Karte)                                                                     | 1909–1911                             | Neoklassizismus, Krisch und Storck, Bauunternehmen Teil der Sachgesamtheit Cottastr. 64, 64/1, 64/2, Olgastr. 137, 141 Geschützt nach § 2 DSchG                                                  |    |
|                | Mietshäuser (Sachgesamtheit)                                                                 | Cottastr. 64/1 (Karte)                                                                   | 1909–1911                             | Neoklassizismus, Krisch und Storck, Bauunternehmen Teil der Sachgesamtheit Cottastr. 64, 64/1, 64/2, Olgastr. 137, 141 Geschützt nach § 2 DSchG                                                  |    |
|                | Mietshäuser (Sachgesamtheit)                                                                 | Cottastr. 64/2 (Karte)                                                                   | 1909–1911                             | Neoklassizismus, Krisch und Storck, Bauunternehmen Teil der Sachgesamtheit Cottastr. 64, 64/1, 64/2, Olgastr. 137, 141 Geschützt nach § 2 DSchG                                                  | BW |
| Weitere Bilder | Mietshäuser (Sachgesamtheit)                                                                 | Cottastr. 65, 66 (Karte)                                                                 | 1892–1893                             | Historismus - italienische Neorenaissance, Mayer M. Geschützt nach § 2 DSchG |    |
|                | Mietshaus                                                                                    | Falbenhennenstr. 2, 4 (Karte)                                                            | 1897                                  | Historismus, Brumm L., Ingenieur Geschützt nach § 2 DSchG |    |
| Weitere Bilder | Mietshäuser (Sachgesamtheit)                                                                 | Falbenhennenstr. 5 bis 11 (ungerade) (Karte)                                             | 1906–1907                             | Neoklassizismus, Historismus, Walz W., Bauunternehmer Geschützt nach § 2 DSchG |    |
|                | Mietshaus                                                                                    | Falbenhennenstr. 6 (Karte)                                                               | 1901                                  | Historismus - Neogotik, Jugendstil, Hengerer und Katz Geschützt nach § 2 DSchG |    |
|                | Wohn- und Geschäftshaus                                                                      | Falbenhennenstr. 8, 10 (Karte)                                                           | 1903                                  | Historismus - Neobarock, Lambert und Stahl Geschützt nach § 2 DSchG |    |
|                | Mietshaus (Teil der Sachgesamtheit Mietshäuser)                                              | Falbenhennenstr. 15 (Karte)                                                              | 1897–1901                             | Historismus, Jugendstil, Rebmann K., Werkmeister und Bauunternehmer Teil der Sachgesamtheit Mittelstr. 9, 11, 13, 15, 17, 19, Falbenhennenstr. 15 und Mozartstr. 33, 35 Geschützt nach § 2 DSchG |    |
| Weitere Bilder | Mietshaus                                                                                    | Fangelsbachstr. 25 (Karte)                                                               | 1891                                  | Klassizismus, Historismus - Neorenaissance, Maisenbacher, Baumeister Geschützt nach § 2 DSchG |    |
| Weitere Bilder | Doppelmietshaus mit Ladenlokal                                                               | Filderstr. 1, Immenhofer Str. 30 A (Karte)                                               | 1911–1912                             | Neoklassizismus, Biedermeier, Schmid Emil und Hestler Albert Geschützt nach § 2 DSchG |    |
| Weitere Bilder | Mehrfamilienhaus                                                                             | Filderstr. 7 (Karte)                                                                     | 1913                                  | Neoklassizismus, Beckmann und Seezer Geschützt nach § 2 DSchG |    |
|                | Doppelmietshaus                                                                              | Filderstr. 19, 21 (Karte)                                                                | 1911                                  | Neoklassizismus, Schieber Albert Geschützt nach § 2 DSchG |    |
| Weitere Bilder | Evangelische Markuskirche mit Pfarrhaus, Mauer und Gartenhaus (Sachgesamtheit)               | Filderstr. 22, Römerstr. 41, 41a (Karte)                                                 | 1906–1908                             | Jugendstil, Historismus - Neobarock, Dolmetsch Heinrich, Oberbaurat Geschützt nach § 12 DSchG |    |
|                | Mietshäuser (Sachgesamtheit)                                                                 | Filderstr. 27 bis 31, Liststr. 34 bis 36, Pelargusstr. 2 bis 7, Römerstr. 42, 44 (Karte) | 1903–1906                             | Historismus, Jugendstil, Walz Wilhelm, Bauunternehmer Geschützt nach § 2 DSchG |    |
|                | Mietshäuser (Sachgesamtheit)                                                                 | Filderstr. 33, Liststr. 38, Strohberg 11, 13, 15, 17 (Karte)                             | 1902–1903                             | Neogotik, Neorenaissance, Jugendstil, Carl Heim und Heinz Sipple Geschützt nach § 2 DSchG |    |
|                | Mietshäuser (Sachgesamtheit)                                                                 | Filderstr. 37, 39, 41, Strohberg 12, 14 (Karte)                                          | 1909–1912                             | Neoklassizismus, Biedermeier, Kärcher Heinrich, Werkmeister Geschützt nach § 2 DSchG |    |
|                | Mietshaus mit Gaststätte                                                                     | Filderstr. 43 (Karte)                                                                    | 1904                                  | Neogotik, Neorenaissance, Jugendstil, Schmidt Karl, Werkmeister Geschützt nach § 2 DSchG |    |
|                | Verwaltungs- und Wohngebäude                                                                 | Filderstr. 45 (Karte)                                                                    | 1909                                  | Neoklassizismus, Neobarock, Mössner Friedrich, Beck Paul und Hornberger Fritz Geschützt nach § 2 DSchG                                                                                           |    |
|                | Alter Zahnradbahnhof                                                                         | Filderstr. 47 (Karte)                                                                    | 1907                                  | Historismus - Neobarock, Jugendstil, André Lambert und Georg Stahl Geschützt nach § 2 DSchG |    |
|                | Ursprüngliches Doppelmietshaus                                                               | Filderstr. 49, 51 (Karte)                                                                | 1874                                  | Historismus - deutsche Neorenaissance, Schlagenhauff, Werkmeister Geschützt nach § 2 DSchG |    |
|                | Doppelmietshaus                                                                              | Filderstr. 57 A, 57 B (Karte)                                                            | 1906                                  | Lehenherr Alexius und Landauer Aaron, Werkmeister Geschützt nach § 2 DSchG |    |
| Weitere Bilder | Mietshauskomplex mit Ladenlokalen                                                            | Filderstr. 61, 63, 65 (Karte)                                                            | 1902–1903                             | Historismus - Neobarock (französischer Barock), Kärn Emil und Paul Geschützt nach § 2 DSchG |    |
|                | Doppelmietshaus mit Ladenlokalen                                                             | Hauptstätter Str. 115 A, 115 B (Karte)                                                   | 1911                                  | Jugendstil, Neoklassizismus, Wesel Oskar, Bauwerkmeister Geschützt nach § 2 DSchG |    |
|                | Römerschule                                                                                  | Hauptstätter Str. 139, Römerstr. 16 (Karte)                                              | 1889–1890                             | Historismus - deutsche und italienische Neorenaissance, Mayer Emil Geschützt nach § 2 DSchG |    |
|                | Mietshauskomplex mit Ladenlokal                                                              | Hauptstätter Str. 141, 143, Kolbstr. 11 (Karte)                                          | 1893–1894                             | Historismus - deutsche Neorenaissance, Neobarock, Heinrich Weiß, Werkmeister und Bauunternehmer Geschützt nach § 2 DSchG                                                                         |    |
|                | Mietshaus                                                                                    | Heusteigstr. 56 (Karte)                                                                  | 1873                                  | Historismus - italienische Neorenaissance, Schanz B. Geschützt nach § 2 DSchG |    |
|                | Wohn- und Geschäftshaus                                                                      | Heusteigstr. 57 (Karte)                                                                  | 1871                                  | Historismus - italienische Neorenaissance, Louis Wittmann Geschützt nach § 2 DSchG |    |
|                | Mietshaus                                                                                    | Heusteigstr. 58 (Karte)                                                                  | 1873                                  | Historismus - italienische Neorenaissance, W. Brenner Geschützt nach § 2 DSchG |    |
|                | Mietshaus                                                                                    | Heusteigstr. 59, 61 (Karte)                                                              | 1892                                  | Historismus - Neorenaissance, G. Häberle, Werkmeister Geschützt nach § 2 DSchG |    |
|                | Mietshaus                                                                                    | Heusteigstr. 62 (Karte)                                                                  | 1894                                  | Historismus - Neorenaissance, L. Brumm, Ingenieur Geschützt nach § 2 DSchG |    |
|                | Wohn- und Geschäftshaus (Sachgesamtheit)                                                     | Heusteigstr. 63, Mittelstr. 1 (Karte)                                                    | 1895                                  | Historismus - Neorenaissance, Georg Friedrich Bihl und Alfred Woltz Geschützt nach § 2 DSchG |    |
|                | Wohn- und Geschäftshaus                                                                      | Heusteigstr. 64 (Karte)                                                                  | 1895                                  | Historismus - Neorenaissance (nordeuropäische Prägung), Georg Friedrich Bihl und Alfred Woltz Geschützt nach § 2 DSchG                                                                           |    |
|                | Kolpinghaus mit Saalbau und Terrasse (Sachgesamtheit)                                        | Heusteigstr. 66, Immenhofer Str. 6 (Karte)                                               | 1912–1914                             | Klassizismus, Hummel und Förstner Geschützt nach § 2 DSchG |    |
|                | Doppelmietshaus mit Ladenlokalen                                                             | Heusteigstr. 70, 72 (Karte)                                                              | 1895                                  | Historismus, Georg Friedrich Bihl und Alfred Woltz Geschützt nach § 2 DSchG |    |
|                | Doppelmietshaus mit Ladenlokal (Apotheke)                                                    | Heusteigstr. 71, 73 (Karte)                                                              | 1902                                  | Historismus - deutsche Neorenaissance, Alfred Seitz Geschützt nach § 2 DSchG |    |
| Weitere Bilder | Mietshaus mit Gaststätte                                                                     | Heusteigstr. 74 (Karte)                                                                  | 1895                                  | Historismus - deutsche Neorenaissance, Carl Heim und Heinz Sipple Geschützt nach § 2 DSchG |    |
|                | Mietshaus mit Ladenlokal                                                                     | Heusteigstr. 80 (Karte)                                                                  | 1893                                  | Rokoko, Häberle Gustav, Werkmeister Geschützt nach § 2 DSchG |    |
|                | Mietshaus mit Ladenlokal                                                                     | Heusteigstr. 94 (Karte)                                                                  | 1907                                  | Neoklassizismus, Jugendstil, Beckmann Robert Geschützt nach § 2 DSchG |    |
|                | Heusteigschule (Teil der Sachgesamtheit Heusteigschule)                                      | Heusteigstr. 97, 97b (Karte)                                                             | 1905–1906                             | Stuttgarter Schule, Fischer Theodor, Albert Pantle, Oberbaurat Geschützt nach § 12 DSchG |    |
|                | Puttenbrunnen (Teil der SG „Heusteigschule“)                                                 | Heusteigstr. 97, 97b (Karte)                                                             |                                       | Zeitler Joseph, Künstler Geschützt nach § 12 DSchG |    |
|                | Pavillon (Teil der SG „Heusteigschule“)                                                      | Heusteigstr. 97b (Karte)                                                                 |                                       | Geschützt nach § 12 DSchG |    |
|                | Mietshaus mit Ladenlokal                                                                     | Heusteigstr. 99 (Karte)                                                                  | 1899                                  | Historismus - deutsche Neorenaissance, Neogotik, Zerweck Eduard, Werkmeister Geschützt nach § 2 DSchG                                                                                            |    |
|                | Mietshaus mit Ladenlokal                                                                     | Heusteigstr. 103 (Karte)                                                                 | 1897                                  | Historismus - deutsche Neorenaissance, Neogotik, Ludwig Eisenlohr und Weigle Carl Geschützt nach § 2 DSchG                                                                                       |    |
|                | Mietshaus mit Ladenlokalen                                                                   | Heusteigstr. 106 (Karte)                                                                 | 1908                                  | Historismus - Neobarock, Neoklassizismus, Russ Friedrich C., Werkmeister Geschützt nach § 2 DSchG                                                                                                |    |
|                | Doppelmietshaus mit Ladenlokal                                                               | Heusteigstr. 110, Kolbstr. 21 (Karte)                                                    | 1899                                  | Historismus, Schmid Robert und Burkhardt Emil Geschützt nach § 2 DSchG |    |
|                | Mietshauskomplex mit Ladenlokalen                                                            | Immenhofer Str. 2, 4, Weißenburgstr. 2 B (Karte)                                         | 1892–1893                             | Historismus - Neorenaissance, Ludwig Eisenlohr und Weigle Carl Geschützt nach § 2 DSchG |    |
|                | Wohn- und Geschäftshäuser (Sachgesamtheit)                                                   | Immenhofer Str. 7 A, 7 B, 9, 11, 12 A, 12 B, 12 C, 14, Mozartstr. 40 bis 46, 52 (Karte)  | 1896, 1897–1899                       | Historismus - deutsche Neorenaissance, Neogotik (1896), Heim und Sipple, Bihl und Woltz (1896 Immenhofer Str. 11) Geschützt nach § 2 DSchG                                                       |    |
|                | Mietshaus                                                                                    | Immenhofer Str. 10 (Karte)                                                               | 1902                                  | Historismus - Neogotik, Neobarock, Alfred Seitz Geschützt nach § 2 DSchG |    |
|                | Wohn- und Geschäftshaus                                                                      | Immenhofer Str. 11 (Karte)                                                               | 1896                                  | Historismus - Neogotik, Georg Friedrich Bihl und Alfred Woltz Geschützt nach § 2 DSchG |    |
| Weitere Bilder | Wohn- und Geschäftshäuser (Sachgesamtheit)                                                   | Immenhofer Str. 13, 15, 17 (Karte)                                                       | 1901–1903                             | Historismus - Neorenaissance, Neobarock, Widmann G., Bauunternehmer Geschützt nach § 2 DSchG |    |
|                | Doppelmietshaus                                                                              | Immenhofer Str. 16, Mozartstr. 49 (Karte)                                                | 1887                                  | Historismus, Rueff und Omeis Geschützt nach § 2 DSchG |    |
|                | Geschäftshaus (Buchdruckerei)                                                                | Immenhofer Str. 18 (Karte)                                                               | 1912                                  | Frühe Industriearchitektur bis 1920, Storz Alfred und Lang Geschützt nach § 2 DSchG |    |
| Weitere Bilder | Mietshaus                                                                                    | Immenhofer Str. 25 (Karte)                                                               | 1903                                  | Historismus, Ludwig R. Geschützt nach § 2 DSchG |    |
|                | Wohnhaus                                                                                     | Immenhofer Str. 32 (Karte)                                                               | 1872                                  | Biedermeier, Stöckle K., Werkmeister Geschützt nach § 2 DSchG |    |
|                | Gastwirtschaft „Kochenbas“                                                                   | Immenhofer Str. 33 (Karte)                                                               | 1854                                  | Biedermeier, Sträßle E. Geschützt nach § 2 DSchG |    |
|                | Wohn- und Geschäftshaus                                                                      | Immenhofer Str. 37 (Karte)                                                               | 1913                                  | Neoklassizismus, Historismus - Neobarock, Kärcher H. Geschützt nach § 2 DSchG |    |
|                | Mietshaus mit Ladenlokal                                                                     | Immenhofer Str. 38 (Karte)                                                               | 1910                                  | Historismus - deutsche Neorenaissance, Jugendstil, Alfred Seitz Geschützt nach § 2 DSchG |    |
|                | Ehemaliges Weingärtnerhaus                                                                   | Immenhofer Str. 39 (Karte)                                                               | 1869                                  | Klassizismus Geschützt nach § 2 DSchG |    |
|                | Mietshaus                                                                                    | Immenhofer Str. 42 (Karte)                                                               | 1912–1913                             | Neoklassizismus, Dienstbach F. Geschützt nach § 2 DSchG |    |
|                | Mietshaus mit Ladenlokal                                                                     | Kolbstr. 13 (Karte)                                                                      | 1902                                  | Historismus - deutsche Neorenaissance, Bihl Julius, Werkmeister Geschützt nach § 2 DSchG |    |
| Weitere Bilder | Geschäfts- und Wohnhaus und Mietshaus mit Ladenlokal (Sachgesamtheit)                        | Kolbstr. 15, 17 (Karte)                                                                  | 1897                                  | Historismus - deutsche Neorenaissance, Neogotik, Storz Heinrich Geschützt nach § 2 DSchG |    |
|                | Mietshaus                                                                                    | Lehenstr. 6 (Karte)                                                                      | 1908–1909                             | Historismus - Neobarock, Neoklassizismus, Alfred Seitz Geschützt nach § 2 DSchG |    |
|                | Mietshaus mit Ladenlokal                                                                     | Lehenstr. 7 (Karte)                                                                      | 1904                                  | Historismus - Neoklassizismus, Jugendstil, Schmidt Karl, Werkmeister Geschützt nach § 2 DSchG |    |
|                | Mietshaus                                                                                    | Lehenstr. 9 (Karte)                                                                      | 1903                                  | Jugendstil, Mühlbronner Wilhelm, Werkmeister Geschützt nach § 2 DSchG |    |
|                | Mietshäuser mit Ladenlokalen (Sachgesamtheit)                                                | Lehenstr. 10, Liststr. 48 (Karte)                                                        | 1908                                  | Neoklassizismus, Gottlob Stoll, Werkmeister Geschützt nach § 2 DSchG |    |
|                | Mietshaus mit Ladenlokalen                                                                   | Lehenstr. 11 (Karte)                                                                     | 1906                                  | Neobarock, Neoklassizismus, Jugendstil, Schmid und Burkhardt Geschützt nach § 2 DSchG |    |
|                | Mietshaus mit Gaststätte                                                                     | Lehenstr. 13 (Karte)                                                                     | 1903                                  | Historismus - deutsche Neorenaissance, Storz Heinrich Geschützt nach § 2 DSchG |    |
|                | Mietshaus                                                                                    | Lehenstr. 16 (Karte)                                                                     | 1901                                  | Historismus - deutsche Neorenaissance, Neogotik, Kärcher Heinrich, Werkmeister Geschützt nach § 2 DSchG                                                                                          |    |
| Weitere Bilder | Mietshaus sowie Werkstatt- (Atelier-) und Wohnhinterhaus (Sachgesamtheit)                    | Lehenstr. 17, 17 A (Karte)                                                               | 1911                                  | Neoklassizismus, Biedermeier, Waelde Erwin Geschützt nach § 2 DSchG |    |
|                | Doppelmietshaus                                                                              | Lehenstr. 18, 20 (Karte)                                                                 | 1904–1911                             | Historismus, Jugendstil, Weiß Heinrich und Schiller August, Bauunternehmer Geschützt nach § 2 DSchG                                                                                              |    |
|                | Mietshäuser (Sachgesamtheit)                                                                 | Liststaffel 4, 5, 6, 7, 8, 9, Liststr. 66 (Karte)                                        | 1903–1904                             | Historismus (hochviktorianischer Einfluss), Lehenherr Alexius und Landauer Aaron, Werkmeister Geschützt nach § 2 DSchG                                                                           |    |
|                | Mietshaus mit Ladenlokal                                                                     | Liststr. 10 (Karte)                                                                      | 1910–1911                             | Historismus - Neobarock, Neoklassizismus, Georg Friedrich Bihl und Alfred Woltz Geschützt nach § 2 DSchG                                                                                         |    |
|                | Mietshaus                                                                                    | Liststr. 17 (Karte)                                                                      | 1902–1903                             | Historismus - deutsche Neorenaissance, Stadlinger Karl Geschützt nach § 2 DSchG |    |
| Weitere Bilder | Mietshaus mit Werkstatt- und Wohnhinterhaus (Sachgesamtheit)                                 | Liststr. 18, 18 A (Karte)                                                                | 1908                                  | Neoklassizismus, Zerweck Eduard, Werkmeister Geschützt nach § 2 DSchG |    |
|                | Mietshaus                                                                                    | Liststr. 23 (Karte)                                                                      | 1903                                  | Historismus - deutsche Neorenaissance, Jugendstil, Huber R., Werkmeister Geschützt nach § 2 DSchG                                                                                                |    |
|                | Mietshaus mit Ladenlokalen                                                                   | Liststr. 25 (Karte)                                                                      | 1908                                  | Historismus - Neobarock, Jugendstil, Stoll R. und Scheel W. Geschützt nach § 2 DSchG |    |
| Weitere Bilder | Wohn- und Geschäftshäuser (Sachgesamtheit)                                                   | Liststr. 27, 29, 31 (Karte)                                                              | 1910                                  | Jugendstil, Neoklassizismus, Stoll R. und Scheel W. Geschützt nach § 2 DSchG |    |
|                | Mietshaus mit Ladenlokal                                                                     | Liststr. 35 (Karte)                                                                      | 1911–1913                             | Bossert Fritz Geschützt nach § 2 DSchG |    |
|                | Doppelmietshaus                                                                              | Liststr. 42, 44 (Karte)                                                                  | 1903                                  | Historismus - Neogotik, Storz Heinrich Geschützt nach § 2 DSchG |    |
|                | Doppelmietshaus                                                                              | Liststr. 43, 45 (Karte)                                                                  | 1902–1903                             | Historismus - deutsche Neorenaissance, Neogotik, Storz Heinrich, Schweikardt J.V. Geschützt nach § 2 DSchG                                                                                       |    |
|                | Mietshaus mit Ladenlokal                                                                     | Liststr. 47 (Karte)                                                                      | 1905                                  | Historismus - Neobarock, Jugendstil, Storz Heinrich und Alfred Geschützt nach § 2 DSchG |    |
| Weitere Bilder | Mietshäuser (Sachgesamtheit)                                                                 | Liststr. 68, 70, 72, 74 (Karte)                                                          | 1903                                  | Jugendstil (geometrischer), Kärn Emil und Paul Geschützt nach § 2 DSchG |    |
|                | Mietshäuser (Teil der Sachgesamtheit Mietshäuser)                                            | Markusplatz 1, 2 (Karte)                                                                 | 1910                                  | Historismus - Neobarock, Neoklassizismus, Russ Friedrich Geschützt nach § 2 DSchG |    |
|                | Mietshaus (Teil der Sachgesamtheit Mietshäuser)                                              | Markusplatz 3 (Karte)                                                                    | 1910                                  | Historismus - Neobarock, Neoklassizismus, Russ Friedrich Geschützt nach § 2 DSchG |    |
| Weitere Bilder | Wohn- und Geschäftshaus                                                                      | Mittelstr. 3, 5 (Karte)                                                                  | 1897–1899                             | Historismus - Neogotik, Neobarock, Georg Friedrich Bihl und Alfred Woltz Geschützt nach § 2 DSchG                                                                                                |    |
| Weitere Bilder | Mietshaus                                                                                    | Mittelstr. 4, 6 (Karte)                                                                  | 1897–1898                             | Historismus - Neorenaissance, Neogotik, Georg Friedrich Bihl und Alfred Woltz Geschützt nach § 2 DSchG                                                                                           |    |
|                | Mietshäuser (Sachgesamtheit)                                                                 | Mittelstr. 9 (Karte)                                                                     | 1897–1901                             | Historismus, Jugendstil, Rebmann K., Werkmeister und Bauunternehmer Teil der Sachgesamtheit Mittelstr. 9, 11, 13, 15, 17, 19, Falbenhennenstr. 15 und Mozartstr. 33, 35 Geschützt nach § 2 DSchG |    |
|                | Mietshäuser (Sachgesamtheit)                                                                 | Mittelstr. 11 und 13 (Karte)                                                             | 1897–1901                             | Historismus, Jugendstil, Rebmann K., Werkmeister und Bauunternehmer Teil der Sachgesamtheit Mittelstr. 9, 11, 13, 15, 17, 19, Falbenhennenstr. 15 und Mozartstr. 33, 35 Geschützt nach § 2 DSchG |    |
|                | Mietshäuser (Sachgesamtheit)                                                                 | Mittelstr. 15 und 17 (Karte)                                                             | 1897–1901                             | Historismus, Jugendstil, Rebmann K., Werkmeister und Bauunternehmer Teil der Sachgesamtheit Mittelstr. 9, 11, 13, 15, 17, 19, Falbenhennenstr. 15 und Mozartstr. 33, 35 Geschützt nach § 2 DSchG |    |
|                | Mietshäuser (Sachgesamtheit)                                                                 | Mittelstr. 19 (Karte)                                                                    | 1897–1901                             | Historismus, Jugendstil, Rebmann K., Werkmeister und Bauunternehmer Teil der Sachgesamtheit Mittelstr. 9, 11, 13, 15, 17, 19, Falbenhennenstr. 15 und Mozartstr. 33, 35 Geschützt nach § 2 DSchG |    |
|                | Mietshaus                                                                                    | Mittelstr. 12 (Karte)                                                                    | 1900                                  | Historismus - deutsche Neorenaissance, Krauß E., Bauunternehmer Geschützt nach § 2 DSchG |    |
|                | Mietshaus                                                                                    | Mittelstr. 14 (Karte)                                                                    | 1909                                  | Neoklassizismus, Widmann G., Bauunternehmer Geschützt nach § 2 DSchG |    |
|                | Wohn- und Geschäftshaus                                                                      | Mozartstr. 23, 25 (Karte)                                                                | 1870                                  | Klassizismus, Bosch C. Geschützt nach § 2 DSchG |    |
|                | Wohn- und Geschäftshaus                                                                      | Mozartstr. 27 (Karte)                                                                    | 1873                                  | Historismus - Neorenaissance, Erno E. Geschützt nach § 2 DSchG |    |
|                | Mietshäuser (Sachgesamtheit)                                                                 | Mozartstraße 33 und 35 (Karte)                                                           | 1897–1901                             | Historismus, Jugendstil, Rebmann K., Werkmeister und Bauunternehmer Teil der Sachgesamtheit Mittelstr. 9, 11, 13, 15, 17, 19, Falbenhennenstr. 15 und Mozartstr. 33, 35 Geschützt nach § 2 DSchG |    |
|                | Wohn- und Geschäftshaus, sogenanntes Mozarthaus                                              | Mozartstr. 36 A, 36 B (Karte)                                                            | 1903–1905                             | Historismus, Buk Carl (offenbar) Geschützt nach § 2 DSchG |    |
|                | Wohn- und Geschäftshaus                                                                      | Mozartstr. 38 (Karte)                                                                    | 1899                                  | Historismus - Neogotik Geschützt nach § 2 DSchG |    |
| Weitere Bilder | Ehemaliges Haus Fuchs                                                                        | Mozartstr. 45 (Karte)                                                                    | 1901                                  | Historismus - Neoromanik (byzantinisch inspiriert), Widmann G., Bauunternehmer Geschützt nach § 2 DSchG                                                                                          |    |
|                | Mietshaus mit ehemaligem Ladenlokal                                                          | Mozartstr. 54 (Karte)                                                                    | 1875                                  | Klassizismus, Historismus - Neorenaissance, Rueff und Omeis Geschützt nach § 2 DSchG |    |
| Weitere Bilder | Wohnhäuser (Sachgesamtheit)                                                                  | Neue Weinsteige 2, 4, 6 A, 6 B, Olgastr. 117 (Karte)                                     | 1910–1912                             | Historismus - Neoklassizismus, Bossert F. Geschützt nach § 2 DSchG |    |
|                | Wohn- und Geschäftshaus                                                                      | Neue Weinsteige 5 (Karte)                                                                | 1895–1896                             | Historismus - Neobarock, Vogel C., Professor Geschützt nach § 2 DSchG |    |
|                | Wohn- und Gasthaus                                                                           | Neue Weinsteige 8 (Karte)                                                                | 1870                                  | Historismus - Neorenaissance, Chailly Julius, Prof., Baumeister Geschützt nach § 2 DSchG |    |
|                | Wohn- und Geschäftshaus                                                                      | Neue Weinsteige 10 (Karte)                                                               | 1905–1908                             | Historismus - Neobarock, Jugendstil, Rebmann K., Werkmeister Geschützt nach § 2 DSchG |    |
|                | Wohnhaus mit Vorgarten und Einfriedung (Sachgesamtheit)                                      | Neue Weinsteige 12 A, Flst.Nr. 4220 (Karte)                                              | 1902–1903                             | Historismus, Jugendstil, Krauß E., Bauunternehmer Geschützt nach § 2 DSchG |    |
|                | Wohn- und Geschäftshaus                                                                      | Neue Weinsteige 16 (Karte)                                                               | 1892                                  | Historismus - deutsche Neorenaissance, Mayer A. und Rösch A. Geschützt nach § 2 DSchG |    |
|                | Wohnhaus                                                                                     | Neue Weinsteige 20 (Karte)                                                               | 1871                                  | Historismus - Neorenaissance, Braunwald (nicht sicher) Geschützt nach § 2 DSchG |    |
|                | Wohnhaus mit Garage und Garten (Sachgesamtheit)                                              | Neue Weinsteige 34 A, 34 B, 34 C, 34 D, verschiedene Flst.Nr. (Karte)                    | 1921, 1923–1924                       | Heimatstil, Stuttgarter Schule 1920–1945, Aldinger W.L. (1921), Aldinger W.L. und Dongus W. (1923–1924) Geschützt nach § 2 DSchG                                                                 |    |
|                | Wohnhaus                                                                                     | Olgastr. 101 (Karte)                                                                     | 1875                                  | Historismus - italienische Neorenaissance, Ortlieb L. Geschützt nach § 2 DSchG |    |
|                | Wohnhaus                                                                                     | Olgastr. 103 (Karte)                                                                     | 1885                                  | Historismus - Neorenaissance, Wittmann und Stahl Geschützt nach § 2 DSchG |    |
|                | Ehemalige Villa Wildemuth                                                                    | Olgastr. 105 (Karte)                                                                     | 1884–1885                             | Historismus - Landhausstil, Schweizerhaus-Stil, Brenner W. Geschützt nach § 2 DSchG |    |
| Weitere Bilder | Wohnhaus                                                                                     | Olgastr. 108 (Karte)                                                                     | 1887–1888                             | Historismus - deutsche/italienische Neorenaissance, Lauser Paul, Professor, Scheerer, Bildhauer Geschützt nach § 2 DSchG                                                                         |    |
| Weitere Bilder | Wohnhaus                                                                                     | Olgastr. 110 (Karte)                                                                     | 1872                                  | Historismus - italienische Neorenaissance, Werner C. Geschützt nach § 2 DSchG |    |
| Weitere Bilder | Wohnhaus                                                                                     | Olgastr. 112 (Karte)                                                                     | 1893–1894                             | Historismus - Neorenaissance, Neobarock, Rebmann K. Geschützt nach § 2 DSchG |    |
|                | Wohn- und Geschäftshaus                                                                      | Olgastr. 120 (Karte)                                                                     | 1896                                  | Historismus - Neorenaissance, Georg Friedrich Bihl und Alfred Woltz Geschützt nach § 2 DSchG |    |
|                | Wohn- und Geschäftshäuser (Sachgesamtheit)                                                   | Olgastr. 121 (Karte)                                                                     | 1902–1906                             | Historismus, Rebmann Karl, Werkmeister Teil der Sachgesamtheit Olgastr. 121, 123, 125, 126, 128 und 130 Geschützt nach § 2 DSchG                                                                 |    |
|                | Wohn- und Geschäftshäuser (Sachgesamtheit)                                                   | Olgastr. 123 (Karte)                                                                     | 1902–1906                             | Historismus, Rebmann Karl, Werkmeister Teil der Sachgesamtheit Olgastr. 121, 123, 125, 126, 128 und 130 Geschützt nach § 2 DSchG                                                                 |    |
|                | Wohn- und Geschäftshäuser (Sachgesamtheit)                                                   | Olgastr. 125 (Karte)                                                                     | 1902–1906                             | Historismus, Rebmann Karl, Werkmeister Teil der Sachgesamtheit Olgastr. 121, 123, 125, 126, 128 und 130 Geschützt nach § 2 DSchG                                                                 |    |
|                | Wohn- und Geschäftshäuser (Sachgesamtheit)                                                   | Olgastr. 126 (Karte)                                                                     | 1902–1906                             | Historismus, Rebmann Karl, Werkmeister Teil der Sachgesamtheit Olgastr. 121, 123, 125, 126, 128 und 130 Geschützt nach § 2 DSchG                                                                 |    |
|                | Wohn- und Geschäftshäuser (Sachgesamtheit)                                                   | Olgastr. 128 (Karte)                                                                     | 1902–1906                             | Historismus, Rebmann Karl, Werkmeister Teil der Sachgesamtheit Olgastr. 121, 123, 125, 126, 128 und 130 Geschützt nach § 2 DSchG                                                                 |    |
|                | Wohn- und Geschäftshäuser (Sachgesamtheit)                                                   | Olgastr. 130 (Karte)                                                                     | 1902–1906                             | Historismus, Rebmann Karl, Werkmeister Teil der Sachgesamtheit Olgastr. 121, 123, 125, 126, 128 und 130 Geschützt nach § 2 DSchG                                                                 |    |
|                | Wohn- und Geschäftshaus                                                                      | Olgastr. 129 (Karte)                                                                     | 1895                                  | Historismus, Schiller A. Geschützt nach § 2 DSchG |    |
| Weitere Bilder | Wohn- und Geschäftshaus                                                                      | Olgastr. 131, 133 A, 133 B (Karte)                                                       | 1899                                  | Historismus, Jugendstil, Bräutigam und Waelde Geschützt nach § 2 DSchG |    |
|                | Wohnhaus                                                                                     | Olgastr. 132 (Karte)                                                                     | 1903                                  | Historismus - Neobarock, Jugendstil, Kappler und Beckmann Geschützt nach § 2 DSchG |    |
|                | Wohn- und Geschäftshäuser (Sachgesamtheit)                                                   | Olgastr. 134, 136 (Karte)                                                                | 1903–1904                             | Historismus - Neobarock, Ludwig R. Geschützt nach § 2 DSchG |    |
| Weitere Bilder | Mietshäuser (Sachgesamtheit)                                                                 | Olgastr. 135 (Karte)                                                                     | 1904–1905                             | Jugendstil, Strudel Sigmund Teil der Sachgesamtheit Cottastr. 63 und Olgastr. 135 Geschützt nach § 2 DSchG                                                                                       |    |
|                | Mietshäuser (Sachgesamtheit)                                                                 | Olgastr. 137 (Karte)                                                                     | 1909–1911                             | Neoklassizismus, Krisch und Storck, Bauunternehmen Teil der Sachgesamtheit Cottastr. 64, 64/1, 64/2, Olgastr. 137, 141 Geschützt nach § 2 DSchG                                                  |    |
|                | Mietshäuser (Sachgesamtheit)                                                                 | Olgastr. 141 (Karte)                                                                     | 1909–1911                             | Neoklassizismus, Krisch und Storck, Bauunternehmen Teil der Sachgesamtheit Cottastr. 64, 64/1, 64/2, Olgastr. 137, 141 Geschützt nach § 2 DSchG                                                  |    |
|                | Wohnhaus                                                                                     | Römerstr. 20 (Karte)                                                                     | 1859, 1892                            | Schiller August (Umbau 1892) Geschützt nach § 2 DSchG |    |
|                | Mietshaus                                                                                    | Römerstr. 40 (Karte)                                                                     | 1903                                  | Jugendstil (hochviktorianischer Einfluss), Carl Heim und Heinz Sipple Geschützt nach § 2 DSchG                                                                                                   |    |
|                | Mietshaus                                                                                    | Römerstr. 49 (Karte)                                                                     | 1903                                  | Historismus, Jugendstil, Georg Friedrich Bihl und Alfred Woltz Geschützt nach § 2 DSchG |    |
|                | Mietshäuser mit Werkstatt und Wohnhinterhäusern (Sachgesamtheit)                             | Römerstr. 51, 51 A, 53, 53 A, 55, 55 A (Karte)                                           | 1902–1908                             | Jugendstil (hochviktorianischer Einfluss), Carl Heim und Heinz Sipple; Carl Heim und Früh Jakob Geschützt nach § 2 DSchG                                                                         |    |
|                | Doppelmietshaus mit Ladenlokal                                                               | Römerstr. 56, 58 (Karte)                                                                 | 1900                                  | Historismus, Storz Heinrich Geschützt nach § 2 DSchG |    |
|                | Mietshaus                                                                                    | Römerstr. 57 A (Karte)                                                                   | 1901                                  | Historismus - Neogotik, Neorenaissance, Stadlinger Karl Geschützt nach § 2 DSchG |    |
|                | Mietshaus                                                                                    | Römerstr. 57 B (Karte)                                                                   | 1896                                  | Historismus, Georg Friedrich Bihl und Alfred Woltz Geschützt nach § 2 DSchG | BW |
|                | Ehemaliges Geschäfts- und Wohnhaus                                                           | Römerstr. 59 (Karte)                                                                     | 1891, 1934                            | Historismus, Storz Heinrich Geschützt nach § 2 DSchG |    |
|                | Mietshaus mit Ladenlokal                                                                     | Römerstr. 61 (Karte)                                                                     | 1901                                  | Historismus - Neogotik, deutsche Neorenaissance, Brumm Ludwig, Ingenieur Geschützt nach § 2 DSchG                                                                                                |    |
|                | Mietshaus mit Ladenlokal und Werkstatthinterhaus                                             | Römerstr. 63 (Karte)                                                                     | 1902–1903                             | Historismus - deutsche Neorenaissance, Jugendstil, Stadlinger Karl Geschützt nach § 2 DSchG |    |
|                | Mietshaus mit ehemaligem Ladenlokal                                                          | Römerstr. 73 (Karte)                                                                     | 1909                                  | Neoklassizismus, Biedermeier, Eitel und Steigleder Geschützt nach § 2 DSchG |    |
|                | Einfamilienhaus                                                                              | Römerstr. 77 (Karte)                                                                     | 1901–1902                             | Historismus - Neorenaissance (norddeutsche), Neobarock, Eitel Albert und Schweitzer Rudolf Geschützt nach § 2 DSchG                                                                              |    |
|                | Einfamilienhaus                                                                              | Römerstr. 79 (Karte)                                                                     | 1902                                  | Historismus - Neorenaissance (norddeutsche), Neobarock, Eitel Albert und Schweitzer Rudolf Geschützt nach § 2 DSchG                                                                              |    |
|                | Einfamilienhaus                                                                              | Römerstr. 85 (Karte)                                                                     | 1902                                  | Historismus - Neorenaissance (norddeutsche), Neobarock, Eitel Albert und Schweitzer Rudolf Geschützt nach § 2 DSchG                                                                              |    |
|                | Erweiterungsbau (Wohnhaus) des ersten Stuttgarter Kolpinghauses mit Torhaus (Sachgesamtheit) | Schlosserstr. 25 (Karte)                                                                 | 1886, 1904                            | Pfrimer A. Geschützt nach § 2 DSchG |    |
|                | Mietshaus                                                                                    | Schlosserstr. 36 (Karte)                                                                 | 1902                                  | Historismus - Neogotik, Neobarock, Albert Schiller Geschützt nach § 2 DSchG |    |
|                | Mietshaus                                                                                    | Schlosserstr. 37 (Karte)                                                                 | 1890                                  | Historismus - Neorenaissance, Haag Carl Geschützt nach § 2 DSchG |    |
|                | Mietshaus mit Ladenlokal                                                                     | Schlosserstr. 39 (Karte)                                                                 | 1890                                  | Historismus, Baun Wilhelm, Werkmeister Geschützt nach § 2 DSchG |    |
|                | Mietshaus mit Ladenlokal                                                                     | Strohberg 1 (Karte)                                                                      | 1911                                  | Jugendstil, Neoklassizismus, Zerweck Eduard, Werkmeister Geschützt nach § 2 DSchG |    |
|                | Doppelmietshaus mit Ladenlokalen                                                             | Strohberg 16, 18 (Karte)                                                                 | 1907                                  | Historismus - Neorenaissance, Jugendstil, Schmid und Burkhardt Geschützt nach § 2 DSchG |    |
|                | Mietshaus mit Ladenlokal                                                                     | Strohberg 20 (Karte)                                                                     | 1903                                  | Historismus - deutsche Neorenaissance, Neobarock, Storz Heinrich und Alfred Geschützt nach § 2 DSchG                                                                                             |    |
|                | Mietshaus mit Ladenlokal                                                                     | Strohberg 21 (Karte)                                                                     | 1897–1899                             | Historismus - Neorenaissance, Jugendstil, Hengerer Karl, Bossert Gottlob, Werkmeister Geschützt nach § 2 DSchG                                                                                   |    |
| Weitere Bilder | Doppelmietshäuser (Sachgesamtheit)                                                           | Strohberg 35, 36, 37, Tulpenstr. 39, 41, 43, 44, 45, 46, 48 (Karte)                      | 1910–1911                             | Neoklassizismus, Biedermeier, Schleicher E. und R. Geschützt nach § 2 DSchG |    |
|                | Wohn- und Geschäftshaus                                                                      | Weißenburgstr. 2 C, 2 D (Karte)                                                          | 1905                                  | Historismus, Georg Friedrich Bihl und Alfred Woltz Geschützt nach § 2 DSchG |    |
|                | Doppelwohnhaus                                                                               | Weißenburgstr. 4 A, 4 B (Karte)                                                          | 1884                                  | Historismus - Neorenaissance, Schwarz J., Werkmeister Geschützt nach § 2 DSchG |    |
|                | Wohn- und Geschäftshaus                                                                      | Weißenburgstr. 6, 8 (Karte)                                                              | 1870–1875                             | Historismus - Neorenaissance, Werner C. Geschützt nach § 2 DSchG |    |
|                | Ehemaliges Haus Bösch                                                                        | Weißenburgstr. 10 (Karte)                                                                | 1867                                  | Klassizismus Geschützt nach § 2 DSchG |    |
|                | Mietshaus                                                                                    | Weißenburgstr. 12, 14 (Karte)                                                            | 1890                                  | Historismus - Neorenaissance (franz. Einfluss), Häberle G., Werkmeister Geschützt nach § 2 DSchG                                                                                                 |    |
|                | Wohn- und Geschäftshäuser (Sachgesamtheit)                                                   | Weißenburgstr. 20, 22, 24 (Karte)                                                        | 1888–1889                             | Historismus - Neorenaissance, Rebmann Karl, Werkmeister und Bauunternehmer Geschützt nach § 2 DSchG                                                                                              |    |

### Weinsteige
| Bild           | Bezeichnung                                                             | Lage                                                                | Datierung  | Beschreibung | ID |
| -------------- | ----------------------------------------------------------------------- | ------------------------------------------------------------------- | ---------- | --- | -- |
|                | Wohnhaus                                                                | Alte Weinsteige 26 (Karte)                                          | 1876, 1891 | Historismus, Neorenaissance, A. Pfrimer Geschützt nach § 2 DSchG |    |
|                | Mietshaus (Sachgesamtheit)                                              | Alte Weinsteige 54 (Mitte-Süd), Haigststaffel 1 (Degerloch) (Karte) | 1909       | Neoklassizismus, Neobarock, Biedermeier, R. Stoll und W. Scheel Geschützt nach § 2 DSchG                                                                                 |    |
|                | Doppelmietshaus                                                         | Alte Weinsteige 56, 58 (Karte)                                      | 1910       | Neoklassizismus, Jugendstil, Expressionismus, R. Stoll und W. Scheel Geschützt nach § 2 DSchG                                                                            |    |
| Weitere Bilder | Mietshaus                                                               | Lehenstr. 44 (Karte)                                                | 1897       | Historismus, Schweizerhaus, Georg Friedrich Bihl und Alfred Woltz Geschützt nach § 2 DSchG                                                                               |    |
|                | Villa                                                                   | Mühlrain 2 (Karte)                                                  | 1929       | Expressionismus, Neues Bauen, Ernst Leistner Geschützt nach § 2 DSchG |    |
| Weitere Bilder | Doppelmietshäuser (Sachgesamtheit)                                      | Mühlrain 3, 5 (Karte)                                               | 1908–1910  | Neoklassizismus, Biedermeier, Jugendstil, Karl Rebmann, Werkmeister; Teil der Sachgesamtheit Mühlrain 3, 5, 7, 8, 9, 10, 12, 14, 20, 22, 24, 26 Geschützt nach § 2 DSchG |    |
|                | Doppelmietshäuser (Sachgesamtheit)                                      | Mühlrain 7, 9 (Karte)                                               | 1908–1910  | Neoklassizismus, Biedermeier, Jugendstil, Karl Rebmann, Werkmeister; Teil der Sachgesamtheit Mühlrain 3, 5, 7, 8, 9, 10, 12, 14, 20, 22, 24, 26 Geschützt nach § 2 DSchG |    |
| Weitere Bilder | Doppelmietshäuser (Sachgesamtheit)                                      | Mühlrain 8, 10 (Karte)                                              | 1908–1910  | Neoklassizismus, Biedermeier, Jugendstil, Karl Rebmann, Werkmeister; Teil der Sachgesamtheit Mühlrain 3, 5, 7, 8, 9, 10, 12, 14, 20, 22, 24, 26 Geschützt nach § 2 DSchG |    |
| Weitere Bilder | Doppelmietshäuser (Sachgesamtheit)                                      | Mühlrain 12, 14 (Karte)                                             | 1908–1910  | Neoklassizismus, Biedermeier, Jugendstil, Karl Rebmann, Werkmeister; Teil der Sachgesamtheit Mühlrain 3, 5, 7, 8, 9, 10, 12, 14, 20, 22, 24, 26 Geschützt nach § 2 DSchG |    |
| Weitere Bilder | Mehrfamilienhaus                                                        | Mühlrain 16 (Karte)                                                 | 1914       | Neoklassizismus, Biedermeier, Karl Hengerer Geschützt nach § 2 DSchG |    |
| Weitere Bilder | Doppelmietshäuser (Sachgesamtheit)                                      | Mühlrain 20, 22 (Karte)                                             | 1908–1910  | Neoklassizismus, Biedermeier, Jugendstil, Karl Rebmann, Werkmeister; Teil der Sachgesamtheit Mühlrain 3, 5, 7, 8, 9, 10, 12, 14, 20, 22, 24, 26 Geschützt nach § 2 DSchG |    |
|                | Doppelmietshäuser (Sachgesamtheit)                                      | Mühlrain 24, 26 (Karte)                                             | 1908–1910  | Neoklassizismus, Biedermeier, Jugendstil, Karl Rebmann, Werkmeister; Teil der Sachgesamtheit Mühlrain 3, 5, 7, 8, 9, 10, 12, 14, 20, 22, 24, 26 Geschützt nach § 2 DSchG |    |
|                | Doppelwohnhaus mit Treppenaufgang (Sachgesamtheit)                      | Neue Weinsteige 73 A, 73 B, (Karte)                                 | 1927       | Stuttgarter Schule, Expressionismus, W.G. Koch Geschützt nach § 2 DSchG                                                                                                  | BW |
|                | Einfamilienhaus mit Garten (Sachgesamtheit)                             | Neue Weinsteige 80, Flst.Nr. 3615/1 (Karte)                         | 1957       | Internationaler Stil ab 1950, Hans Bächer (Haus), Hans Luz (Gartenanlage) Geschützt nach § 2 DSchG                                                                       | BW |
|                | Weinberge (Sachgesamtheit)                                              | Neue Weinsteige, zwischen den Häusern Nr. 75 und 135 (Karte)        |            | Geschützt nach § 2 DSchG |    |
|                | Etzel-Denkmal und Grünanlage, Aussichtsplattform (Sachgesamtheit)       | Neue Weinsteige, Flst.Nr. 3497 (Karte)                              | 1842       | Klassizismus, von Christian Friedrich Leins, Wilhelm Braun, Bildhauer Geschützt nach § 2 DSchG                                                                           |    |
|                | 7 Gemarkungsgrenzsteine (Teil der SG „Gemarkungsgrenzsteine Stuttgart“) | Ohne Adresse                                                        |            | Geschützt nach § 2 DSchG |    |
|                | Mietshauskomplex                                                        | Römerstr. 76, 78, 80 (Karte)                                        | 1907       | Reissing Carl, Werkmeister, Albert Eitel Geschützt nach § 2 DSchG | BW |
|                | Villa                                                                   | Römerstr. 138 (Karte)                                               | 1905–1906  | Jugendstil, Historismus (hochviktorianisch), Gottlob Schaudt und Julius Schaible, Kaufmann Geschützt nach § 2 DSchG                                                      | BW |
|                | Ehemalige Königin-Charlotte-(Mädchen-Real)-Schule                       | Zellerstr. 37 (Karte)                                               | 1919–1921  | Stuttgarter Schule 1920–1945, Albert Pantle, Oberbaurat, Hochbauamt Stuttgart Geschützt nach § 2 DSchG                                                                   |    |

### Karlshöhe
| Bild           | Bezeichnung | Lage | Datierung            | Beschreibung | ID |
| -------------- | --- | --- | -------------------- | --- | -- |
|                | Fabrikgebäude | Adlerstr. 16 (Karte)                                                                                     | 1902                 | Frühe Industriearchitektur bis 1920, Hengerer Karl Geschützt nach § 2 DSchG                                                                                              |    |
|                | Mietshaus mit Gaststätte                                                                                         | Adlerstr. 20 (Karte)                                                                                     | 1911                 | Historismus - Neobarock, Neoklassizismus, Georg Friedrich Bihl und Alfred Woltz Geschützt nach § 2 DSchG                                                                 |    |
| Weitere Bilder | Fabrikgebäude | Adlerstr. 31 (Karte)                                                                                     | 1911                 | Frühe Industriearchitektur bis 1920, Wittmann und Stahl Geschützt nach § 2 DSchG                                                                                         |    |
|                | Mietshaus mit Gaststätte                                                                                         | Adlerstr. 45 (Karte)                                                                                     | 1901–1902            | Historismus, Georg Friedrich Bihl Geschützt nach § 2 DSchG |    |
| Weitere Bilder | Mietshäuser für Arbeiter (Sachgesamtheit)                                                                        | Adlerstr. 47, Beerstr. 2, 4 (Karte)                                                                      | 1913                 | Neoklassizismus, Biedermeier, Albert Pantle, Oberbaurat Geschützt nach § 2 DSchG                                                                                         |    |
| Weitere Bilder | Doppelmietshäuser (Sachgesamtheit)                                                                               | Adlerstr. 48 bis 54 (Karte)                                                                              | 1902–1903            | Historismus - Neobarock, Jugendstil, Georg Friedrich Bihl und Alfred Woltz Geschützt nach § 2 DSchG                                                                      |    |
|                | Villa | Arminstr. 4 (Karte)                                                                                      | 1902–1903            | Jugendstil (britischer Einfluss), Rath Georg Geschützt nach § 2 DSchG |    |
|                | Atelier- und Wohnhaus                                                                                            | Arminstr. 13 (Karte)                                                                                     | 1898–1899            | Historismus - deutsche Neorenaissance, Böklen R. und Pfeil K. Geschützt nach § 2 DSchG                                                                                   |    |
|                | Doppelmietshaus                                                                                                  | Arminstr. 23, 25 (Karte)                                                                                 | 1936                 | Heimatstil, Expressionismus, Weippert Emil Geschützt nach § 2 DSchG |    |
|                | Mörike-Gymnasium                                                                                                 | Arminstr. 30 (Karte)                                                                                     | 1928–1929            | Bauhaus, Neues Bauen, Internationaler Stil, Weippert Emil Geschützt nach § 2 DSchG                                                                                       |    |
|                | Atelier- und Wohnhaus                                                                                            | Arminstr. 31 (Karte)                                                                                     | 1901–1902            | Jugendstil, Historismus, Kärn Emil und Paul Geschützt nach § 2 DSchG |    |
|                | Doppelmietshaus                                                                                                  | Arminstr. 41, 43 (Karte)                                                                                 | 1909                 | Neoklassizismus, Jugendstil, Neobarock, Georg Friedrich Bihl und Alfred Woltz Geschützt nach § 2 DSchG                                                                   |    |
| Weitere Bilder | Mietshäuser mit Ladenlokalen und Gaststätte (Sachgesamtheit)                                                     | Böblinger Str. 11, 13, 15, 17 (Karte)                                                                    | 1892–1894            | Historismus - deutsche Neorenaissance, Widmann Gottlob Geschützt nach § 2 DSchG                                                                                          |    |
|                | Doppelmietshaus mit Ladenlokalen                                                                                 | Böblinger Str. 12 A, 12 B (Karte)                                                                        | 1902–1903            | Jugendstil, Historismus, Widmann Friedrich, Werkmeister Geschützt nach § 2 DSchG                                                                                         |    |
|                | Mietshaus mit Gaststätte                                                                                         | Böblinger Str. 14 (Karte)                                                                                | 1893                 | Historismus, Georg Friedrich Bihl und Alfred Woltz Geschützt nach § 2 DSchG                                                                                              |    |
|                | Mietshäuser mit Ladenlokal (Sachgesamtheit)                                                                      | Böblinger Str. 19, 21 (Karte)                                                                            | 1895–1897            | Historismus - deutsche Neorenaissance, Georg Friedrich Bihl und Alfred Woltz Geschützt nach § 2 DSchG                                                                    |    |
|                | Mietshäuser mit Ladenlokal (Sachgesamtheit)                                                                      | Böblinger Str. 20, 22, Tannenstr. 8 (Karte)                                                              | 1900                 | Historismus - deutsche Neorenaissance, Kärn Emil und Paul Geschützt nach § 2 DSchG                                                                                       |    |
|                | Mietshaus mit Ladenlokal (Apotheke)                                                                              | Böblinger Str. 24 (Karte)                                                                                | 1906                 | Jugendstil, Historismus - Neobarock, Georg Friedrich Bihl und Alfred Woltz Geschützt nach § 2 DSchG                                                                      |    |
|                | Geschäfts- und Wohnhaus                                                                                          | Böblinger Str. 27 A (Karte)                                                                              | 1889                 | Historismus - Neorenaissance Geschützt nach § 2 DSchG |    |
|                | Mietshaus | Böblinger Str. 31 (Karte)                                                                                | 1892–1893            | Historismus - deutsche Neorenaissance, Geissler Emil und Ulmer Karl, Bauunternehmer Geschützt nach § 2 DSchG                                                             |    |
|                | Mietshäuser für Arbeiter (Sachgesamtheit)                                                                        | Böheimstr. 12, 14, 16, Tannenstr. 11 (Karte)                                                             | 1871–1873            | Klassizismus (spätklassizistisch), Wittmann Louis Geschützt nach § 2 DSchG                                                                                               |    |
| Weitere Bilder | Mietshaus mit Ladenlokal                                                                                         | Böheimstr. 18 (Karte)                                                                                    | 1899–1900            | Historismus - deutsche Neorenaissance, Bihl Julius, Werkmeister Geschützt nach § 2 DSchG                                                                                 |    |
|                | Mietshaus | Böheimstr. 27 (Karte)                                                                                    | 1898                 | Historismus - deutsche Neorenaissance, Beisbarth Karl und Früh Jakob Geschützt nach § 2 DSchG                                                                            |    |
|                | Doppelmietshaus                                                                                                  | Böheimstr. 29, 31 (Karte)                                                                                | 1902–1904            | Historismus - Neobarock, Jugendstil, Georg Friedrich Bihl und Alfred Woltz Geschützt nach § 2 DSchG                                                                      |    |
|                | Mietshaus mit Gaststätte                                                                                         | Böheimstr. 38 (Karte)                                                                                    | 1896                 | Historismus - deutsche Neorenaissance, Bihl Julius, Werkmeister Geschützt nach § 2 DSchG                                                                                 |    |
|                | Doppelmietshaus                                                                                                  | Cottastr. 5, 7 (Karte)                                                                                   | 1867                 | Geschützt nach § 2 DSchG |    |
|                | Mietshaus mit Gaststätte                                                                                         | Fangelsbachstr 1 B, Hauptstätter Str. 108 (Karte)                                                        | 1891                 | Klassizismus, Steuer und Hämmerle, Werkmeister Geschützt nach § 2 DSchG                                                                                                  |    |
| Weitere Bilder | Wohnhaus | Furtbachstr. 2 A (Karte)                                                                                 | 1852–1853,1865, 1890 | Klassizismus, Hermann F., Werkmeister Geschützt nach § 2 DSchG |    |
|                | Furtbach-Krankenhaus (ehemaliges Versammlungshaus des christlichen Vereins junger Männer)                        | Furtbachstr. 6 (Karte)                                                                                   | 1902–1904,1906–1907  | Jugendstil, Dolmetsch Heinrich, Oberbaurat Geschützt nach § 2 DSchG |    |
|                | Doppelmietshaus                                                                                                  | Furtbachstr. 8 A, 8 B (Karte)                                                                            | 1893                 | Historismus - deutsche Neorenaissance, Dolmetsch Heinrich, Oberbaurat Geschützt nach § 2 DSchG                                                                           |    |
|                | Doppelmietshaus mit Ladenlokalen                                                                                 | Hauptstätter Str. 106 A, 106 B (Karte)                                                                   | 1887                 | Historismus, Rueff Julius Geschützt nach § 2 DSchG |    |
|                | Wohnhaus | Hauptstätter Str. 126 (Karte)                                                                            | 1853                 | Klassizismus, Oertle F., Werkmeister Geschützt nach § 2 DSchG |    |
|                | Mietshaus mit Ladenlokal                                                                                         | Hauptstätter Str. 136 (Karte)                                                                            | 1912                 | Historismus - Neobarock, Neoklassizismus, Alfred Seitz Geschützt nach § 2 DSchG                                                                                          |    |
|                | Wohnhaus | Hauptstätter Str. 137 (Karte)                                                                            | 1839, 1925           | Klassizismus, Expressionismus, Brenner W., Zimmermeister Geschützt nach § 2 DSchG                                                                                        |    |
|                | Mehrfamilienhaus                                                                                                 | Hauptstätter Str. 138 (Karte)                                                                            | 1881                 | Historismus, Historismus - Neorenaissance, Schmid G., Baumeister Geschützt nach § 2 DSchG                                                                                |    |
| Weitere Bilder | Hans-Sachs-Haus (Vereinshaus)                                                                                    | Hauptstätter Str. 142 (Karte)                                                                            | 1904–1905            | Historismus - Neogotik, Jugendstil, Hengerer und Katz Geschützt nach § 2 DSchG                                                                                           |    |
|                | Mietshaus mit Ladenlokal                                                                                         | Hauptstätter Str. 144 (Karte)                                                                            | 1909                 | Schweitzer Rudolf Geschützt nach § 2 DSchG |    |
|                | Mietshäuser (Sachgesamtheit)                                                                                     | Hauptstätter Str. 150, Kolbstr. 6 (Karte)                                                                | 1889, 1890           | Historismus - deutsche Neorenaissance, Schiller August Geschützt nach § 2 DSchG                                                                                          |    |
| Weitere Bilder | Mehrfamilienhaus                                                                                                 | Hohenstaufenstr. 12 (Karte)                                                                              | 1890                 | Historismus (engl. und amerik. Einfluss), Ludwig Eisenlohr und Weigle Carl Geschützt nach § 2 DSchG                                                                      |    |
| Weitere Bilder | Mietshauskomplex mit Staffel (Sachgesamtheit)                                                                    | Hohenstaufenstr. 13, 15, Römerstaffel Flst.Nr. 6181/7, 6182/3 (Karte)                                    | 1900–1903            | Jugendstil, Historismus, Jassoy Heinrich, Prof. Geschützt nach § 2 DSchG                                                                                                 |    |
|                | Römerstaffel | Zwischen Hohenstaufenstraße und Römerstraße (Flst.Nr. 6181/7, 6182/3) (Karte)                            |                      | Geschützt nach § 2 DSchG |    |
|                | Ursprüngliches Remisen- und Pferdestallgebäude                                                                   | Hohenstaufenstr. 14 (Karte)                                                                              | 1894                 | Historismus - Neoromanik, Ludwig Eisenlohr und Weigle Carl Geschützt nach § 2 DSchG                                                                                      |    |
| Weitere Bilder | Mietshäuser (Sachgesamtheit)                                                                                     | Hohenstaufenstr. 17 A, 17 B (Karte)                                                                      | 1904–1905            | Historismus - Neobarock, Jugendstil, Eitel Albert Geschützt nach § 2 DSchG                                                                                               |    |
| Weitere Bilder | Mietshaus | Hohenstaufenstr. 20 (Karte)                                                                              | 1902                 | Historismus, Albert Schiller Geschützt nach § 2 DSchG |    |
|                | Mietshaus | Hohenstaufenstr. 21 (Karte)                                                                              | 1891                 | Historismus, Steuer und Hammerle Geschützt nach § 2 DSchG |    |
|                | Villa Andresen                                                                                                   | Hohenzollernstr. 11 (Karte)                                                                              | 1900–1901            | Historismus - Neobarock, Jugendstil, André Lambert und Eduard Stahl Geschützt nach § 2 DSchG                                                                             |    |
|                | Villa | Hohenzollernstr. 16 (Karte)                                                                              | 1890–1899            | Historismus - Neobarock, Neorokoko, André Lambert und Eduard Stahl Geschützt nach § 2 DSchG                                                                              |    |
| Weitere Bilder | Mietshäuser und Staffel (Sachgesamtheit)                                                                         | Hohenzollernstr. 17 bis 23, Adlerstr. 46, Mörikestr. 54 bis 58 und Staffel ab Hohenzollernstraße (Karte) | 1904–1906            | Neobarock, Neoklassizismus, Jugendstil, Widmann Gottlob, Werkmeister Geschützt nach § 2 DSchG                                                                            |    |
|                | Doppelvilla | Hohenzollernstr. 18, 20 (Karte)                                                                          | 1904–1906            | Historismus, Schweizerhaus (Einfluss engl. Villenbau), André Lambert und Eduard Stahl Geschützt nach § 2 DSchG                                                           |    |
|                | Villa | Hohenzollernstr. 22 (Karte)                                                                              | 1895                 | Historismus - deutsche Neorenaissance, André Lambert und Eduard Stahl Geschützt nach § 2 DSchG                                                                           |    |
|                | Villa mit Garten, Pavillons und Einfriedung (Sachgesamtheit)                                                     | Hohenzollernstr. 24 (Karte)                                                                              | 1909–1910            | Historismus - Neobarock, Neoklassizismus, Zettler Richard Geschützt nach § 2 DSchG                                                                                       |    |
|                | Villa mit Garten (Sachgesamtheit)                                                                                | Hohenzollernstr. 26 (Karte)                                                                              | 1897                 | Historismus - ital. Neorenaissance, Neobarock, André Lambert und Eduard Stahl Geschützt nach § 2 DSchG                                                                   |    |
|                | Villa mit Mauer und Pergola (Sachgesamtheit)                                                                     | Hohenzollernstr. 28 (Karte)                                                                              | 1898                 | Historismus - ital. Neorenaissance, Neogotik, André Lambert und Eduard Stahl Geschützt nach § 2 DSchG                                                                    |    |
|                | Villa mit Böschungsmauer, Ziergitter und Remisetore (Sachgesamtheit)                                             | Humboldtstr. 4 (Karte)                                                                                   | 1895–1896            | Historismus - Neobarock, André Lambert und Eduard Stahl Geschützt nach § 2 DSchG                                                                                         |    |
|                | Villa mit Böschungsmauer, Treppenaufgang, Ziergeländer, Tor und Remisentor (Sachgesamtheit)                      | Humboldtstr. 6 (Karte)                                                                                   | 1899–1900            | Historismus, Hengerer Karl Geschützt nach § 2 DSchG |    |
| Weitere Bilder | Villa mit Böschungsmauer und Schmiede-Eisentor (Sachgesamtheit)                                                  | Humboldtstr. 8 (Karte)                                                                                   | 1899–1900            | Historismus - deutsche Neorenaissance, Neobarock, Eitel Albert Geschützt nach § 2 DSchG                                                                                  |    |
|                | Villa mit Böschungsmauer, schmiedeeisernem Gitter und Tor (Sachgesamtheit)                                       | Humboldtstr. 10 (Karte)                                                                                  |                      | Historismus - Neorenaissance, Neogotik, Ludwig Eisenlohr und Weigle Carl Geschützt nach § 2 DSchG                                                                        |    |
|                | Villa | Humboldtstr. 12 (Karte)                                                                                  | 1899–1900            | Historismus - Neobarock, Eitel Albert Geschützt nach § 2 DSchG |    |
|                | Villa | Humboldtstr. 20 (Karte)                                                                                  | 1910                 | Neoklassizismus, Eitel und Steigleder Geschützt nach § 2 DSchG |    |
|                | Gartenhaus und Garten (Sachgesamtheit)                                                                           | Humboldtstr. 29 (Karte)                                                                                  | 1850–1855            | Klassizismus Geschützt nach § 2 DSchG |    |
| Weitere Bilder | Park mit Brückchen, Willy-Reichert-Staffel und Pallas-Athene-Brunnen (Karlshöhe) - Sachgesamtheit                | Karlshöhe, Verschiedene Flurstücksnummern (Karte)                                                        | 1889–1896            | Englischer Landschaftsgarten Geschützt nach § 2 DSchG |    |
|                | Mietshauskomplex                                                                                                 | Kolbstr. 1, Tübinger Str. 101, 103 (Karte)                                                               | 1880                 | Historismus, Koppenhöfer Emil, Werkmeister Geschützt nach § 2 DSchG |    |
|                | Mietshauskomplex mit ehemaligem Ladenlokal                                                                       | Kolbstr. 3, 5, 7 (Karte)                                                                                 | 1878                 | Historismus, Koppenhöfer Emil, Werkmeister Geschützt nach § 2 DSchG |    |
|                | Geschäfts- und Wohnhaus                                                                                          | Kolbstr. 4 B (Karte)                                                                                     | 1896–1897            | Historismus - deutsche Neorenaissance, Neobarock, Georg Friedrich Bihl und Alfred Woltz Teil der Sachgesamtheit Kolbstraße 4A und Kolbstraße 4B Geschützt nach § 2 DSchG |    |
|                | Geschäfts- und Wohnhaus                                                                                          | Kolbstr. 4 C (Karte)                                                                                     | 1896–1897            | Historismus - deutsche Neorenaissance, Neobarock, Georg Friedrich Bihl und Alfred Woltz Teil der Sachgesamtheit Kolbstraße 4A und Kolbstraße 4B Geschützt nach § 2 DSchG |    |
| Weitere Bilder | Mietshaus mit Ladenlokal                                                                                         | Marienplatz 6 (Karte)                                                                                    | 1884                 | Historismus - deutsche Neorenaissance, Burk Eugen Geschützt nach § 2 DSchG                                                                                               |    |
|                | Geschäfts- und Wohnhaus, genannt Kaiserbau                                                                       | Marienplatz 11, 12, 14, Hauptstätter Str. 152, 154, Tübinger Str. 111 (Karte)                            | 1911                 | Historismus - deutsche Neorenaissance, Neobarock, Georg Friedrich Bihl und Alfred Woltz Geschützt nach § 2 DSchG                                                         |    |
|                | Mehrfamilienhaus                                                                                                 | Marienstr. 37 (Karte)                                                                                    | 1873                 | Historismus - italienische Neorenaissance, Johann Wendelin Braunwald Geschützt nach § 2 DSchG                                                                            |    |
|                | Mehrfamilienhaus                                                                                                 | Marienstr. 39 (Karte)                                                                                    | 1879–1880            | Historismus - ital./franz. Neorenaissance, Johann Wendelin Braunwald Geschützt nach § 2 DSchG                                                                            |    |
|                | Ehemaliges Mehrfamilienhaus                                                                                      | Marienstr. 43 (Karte)                                                                                    | 1863–1866            | Historismus - Neogotik, Kapff Adolf Geschützt nach § 2 DSchG |    |
|                | Doppelmietshaus mit Ladenlokalen                                                                                 | Möhringer Str. 2, 4 (Karte)                                                                              | 1909                 | Neoklassizismus, Biedermeier, Hengerer Karl Geschützt nach § 2 DSchG |    |
| Weitere Bilder | Mehrfamilienhaus                                                                                                 | Mörikestr. 1 (Karte)                                                                                     | 1885                 | Historismus - italienische Neorenaissance, Johann Wendelin Braunwald Geschützt nach § 2 DSchG                                                                            |    |
|                | Geschäfts- und Wohnhaus                                                                                          | Mörikestr. 3 (Karte)                                                                                     | 1885                 | Historismus - Neorenaissance, Ludwig Eisenlohr und Weigle Carl Geschützt nach § 2 DSchG                                                                                  |    |
|                | Mehrfamilienhaus                                                                                                 | Mörikestr. 5 (Karte)                                                                                     | 1889–1890            | Historismus - Neobarock, Rokoko, Ludwig Eisenlohr und Weigle Carl Geschützt nach § 2 DSchG                                                                               |    |
| Weitere Bilder | Remisen- und Stallgebäude und Villa (Sachgesamtheit)                                                             | Mörikestr. 7, 9 (Karte)                                                                                  | 1890–1892            | Historismus - deutsche Neorenaissance, Neogotik, Ludwig Eisenlohr und Weigle Carl Geschützt nach § 2 DSchG                                                               |    |
|                | Mehrfamilienhaus                                                                                                 | Mörikestr. 11 (Karte)                                                                                    | 1894                 | Historismus - ital./franz. Neorenaissance, Ludwig Eisenlohr und Weigle Carl Geschützt nach § 2 DSchG                                                                     |    |
| Weitere Bilder | Villa Gemmingen mit Wirtschaftshof, Gartenanlagen und Zubehör (Sachgesamtheit)                                   | Mörikestr. 12, 12 A, Flst.nr. 6278 (Karte)                                                               | 1910–1911            | Neobarock, Neoklassizismus, Jugendstil, Eitel und Steigleder Geschützt nach § 2 DSchG                                                                                    |    |
|                | Ehemalige Villa Kaulla nebst Remisen- und Wohngebäude (Sachgesamtheit). Errichtet für Rudolf Kaulla (1872–1954). | Mörikestr. 14, 14 A, Flst.Nr. 6276/1, 6278 (Karte)                                                       | 1910                 | Schlösser und Weirether Geschützt nach § 2 DSchG |    |
|                | Villa | Mörikestr. 15 (Karte)                                                                                    | 1879–1880            | Historismus - Neorenaissance, Ludwig Eisenlohr und Weigle Carl Geschützt nach § 2 DSchG                                                                                  |    |
|                | Villa Federer | Mörikestr. 20 (Karte)                                                                                    | 1910                 | Ludwig Eisenlohr und Weigle Carl Geschützt nach § 2 DSchG |    |
|                | Villa | Mörikestr. 21 (Karte)                                                                                    | 1895–1896            | Historismus - deutsche Neorenaissance, Walter Karl Geschützt nach § 2 DSchG                                                                                              |    |
|                | Geschäfts- und Wohnhaus                                                                                          | Mörikestr. 22 (Karte)                                                                                    | 1888                 | Historismus - Neobarock, André Lambert und Eduard Stahl Geschützt nach § 2 DSchG                                                                                         |    |
| Weitere Bilder | Anwesen Villa Ostertag-Siegle (Sammlung des Lapidariums § 12) - Sachgesamtheit                                   | Mörikestr. 24, 24 A, 24 B, 24a, 24b (Karte)                                                              | 1886–1909            | Lambert und Stahl; Kull W.; Eitel und Steigleder Geschützt nach § 2 DSchG                                                                                                |    |
| Weitere Bilder | Zweifamilienhaus                                                                                                 | Mörikestr. 32 (Karte)                                                                                    | 1896                 | Historismus - Neobarock, Rokoko, Jugendstil, Lauser Paul, Prof. Geschützt nach § 2 DSchG                                                                                 |    |
| Weitere Bilder | Villa | Mörikestr. 34 (Karte)                                                                                    | 1905–1906            | Historismus - Neobarock, Jugendstil Geschützt nach § 2 DSchG |    |
| Weitere Bilder | Mietshaus | Mörikestr. 54 (Karte)                                                                                    | 1889–1890            | Historismus - Neobarock, Rokoko, Ludwig Eisenlohr und Weigle Carl Geschützt nach § 2 DSchG                                                                               |    |
|                | Mörike-Grünanlage mit Denkmal (Sachgesamtheit)                                                                   | Mörikestraße, Silberburgstraße (Karte)                                                                   | 1880                 | Landschaftsgartenstil, Rösch Wilhelm, Bildhauer (Büste), Recke, Architekt Geschützt nach § 2 DSchG                                                                       |    |
|                | Mietshäuser mit ehemaliger Gaststätte (Sachgesamtheit)                                                           | Römerstr. 3, Tübinger Str. 70 (Karte)                                                                    | 1891–1893            | Historismus - deutsche Neorenaissance, Nill Jakob, Werkmeister Geschützt nach § 2 DSchG                                                                                  |    |
|                | Doppelmietshäuser mit Ladenlokalen (Sachgesamtheit)                                                              | Römerstr. 4, 6, Tübinger Str. 72, 91 (Karte)                                                             | 1888–1890            | Historismus - deutsche Neorenaissance, Storz Heinrich, Werkmeister Geschützt nach § 2 DSchG                                                                              |    |
| Weitere Bilder | Mietshäuser (Sachgesamtheit)                                                                                     | Schickhardtstr. 43, 43/1, 45, 47 (Karte)                                                                 | 1902–1903            | Jugendstil, Kärn Emil und Paul Geschützt nach § 2 DSchG |    |
| Weitere Bilder | Mietshäuser (Sachgesamtheit)                                                                                     | Schickhardtstr. 49, 51, 53 (Karte)                                                                       | 1907–1912            | Neoklassizismus, Biedermeier, Georg Friedrich Bihl Geschützt nach § 2 DSchG                                                                                              |    |
| Weitere Bilder | Schwabtunnel | Schickhardtstraße, Schwabstraße, Flst.Nr. 6091/1, 6452/1 (Karte)                                         | 1894–1896            | Kölle Karl, Stadtbaurat Geschützt nach § 2 DSchG |    |
|                | Mietshaus | Silberburgstr. 185 (Karte)                                                                               | 1881                 | Albert Eugen Geschützt nach § 2 DSchG |    |
|                | Mehrfamilienhaus                                                                                                 | Silberburgstr. 187 (Karte)                                                                               | 1890–1891            | Historismus - Neobarock, Irion Jakob, Stadtbaumeister Geschützt nach § 2 DSchG                                                                                           |    |
|                | Geschäfts- und Wohnhaus Engelhorn                                                                                | Silberburgstr. 189 (Karte)                                                                               | 1891–1892            | Historismus - Neobarock, Rokoko, André Lambert und Eduard Stahl Geschützt nach § 2 DSchG                                                                                 |    |
|                | Ehemalige Mörike- bzw. Volksbibliothek                                                                           | Silberburgstr. 191 (Karte)                                                                               | 1938, 1948–1949      | Architektur der NS-Zeit, Weippert Eugen, Waldrup Norbert W. Geschützt nach § 2 DSchG                                                                                     |    |
|                | Katholische Marienkirche                                                                                         | Tübinger Str. 36 (Karte)                                                                                 | 1871–1879, 1946–1950 | Historismus - Neogotik, Egle Joseph, Hofbaudirektor Geschützt nach § 12 DSchG                                                                                            |    |
|                | Karlsgymnasium                                                                                                   | Tübinger Str. 38 (Karte)                                                                                 | 1883–1885            | Historismus - italienische Neorenaissance, Wolff Adolf, Stadtbaurat Geschützt nach § 2 DSchG                                                                             |    |
|                | Straßenreinigungsdepot mit Polizeiwache (Sachgesamtheit)                                                         | Tübinger Str. 59, 61 (Karte)                                                                             | 1891, 1901           | Schweizerhaus-Stil, Hochbauamt Stuttgart, Mayer Emil, Stadtbaurat Geschützt nach § 2 DSchG                                                                               |    |
|                | Mietshaus mit Ladenlokal                                                                                         | Tübinger Str. 68 (Karte)                                                                                 | 1900                 | Historismus - deutsche Neorenaissance, André Lambert und Eduard Stahl Geschützt nach § 2 DSchG                                                                           |    |
|                | Mietshaus | Tübinger Str. 74 (Karte)                                                                                 | 1903                 | Jugendstil, Historismus, Böklen R. und Feil K. Geschützt nach § 2 DSchG                                                                                                  |    |
|                | Doppelmietshaus mit Ladenlokalen                                                                                 | Tübinger Str. 79, 81 (Karte)                                                                             | 1889                 | Historismus - deutsche Neorenaissance, Koppenhöfer Emil, Werksmeister Geschützt nach § 2 DSchG                                                                           |    |
|                | Mehrfamilienhaus                                                                                                 | Tübinger Str. 80 (Karte)                                                                                 | 1887–1888            | Historismus - Neorenaissance, Johann Wendelin Braunwald Geschützt nach § 2 DSchG                                                                                         |    |
|                | Geschäfts- und Wohnhaus                                                                                          | Tübinger Str. 83 (Karte)                                                                                 | 1889                 | Historismus - Neorenaissance, Johann Wendelin Braunwald Geschützt nach § 2 DSchG                                                                                         |    |
|                | Ehemaliges Wohnhaus                                                                                              | Tübinger Str. 86 (Karte)                                                                                 | 1862                 | Speideln, Werkmeister Geschützt nach § 2 DSchG |    |
|                | Mietshaus mit Gaststätte und Ladenlokal                                                                          | Tübinger Str. 90 (Karte)                                                                                 | 1904                 | Historismus - Neogotik, deutsche Neorenaissance, Alfred Seitz Geschützt nach § 2 DSchG                                                                                   |    |
|                | Mietshaus mit Ladenlokalen                                                                                       | Tübinger Str. 92 (Karte)                                                                                 | 1902–1903            | Jugendstil, Historismus - deutsche Neorenaissance, Georg Friedrich Bihl und Alfred Woltz; Rath Gustav, Werkmeister Geschützt nach § 2 DSchG                              |    |
|                | Mietshaus | Tübinger Str. 93 (Karte)                                                                                 | 1886                 | Keller Heinrich Geschützt nach § 2 DSchG |    |
|                | Mietshaus mit Ladenlokal                                                                                         | Tübinger Str. 95 (Karte)                                                                                 | 1886                 | Historismus - ital./deut. Neorenaissance, Storz Heinrich Geschützt nach § 2 DSchG                                                                                        |    |
|                | Geschäfts- und Wohnhaus                                                                                          | Tübinger Str. 97 (Karte)                                                                                 | 1902                 | Historismus - Neobarock, Rokoko, Jugendstil, Georg Friedrich Bihl und Alfred Woltz Geschützt nach § 2 DSchG                                                              |    |
|                | Mietshauskomplex mit Ladenlokalen                                                                                | Tübinger Str. 105, 107, 109 (Karte)                                                                      | 1998                 | Historismus - Neogotik, deutsche Neorenaissance, Georg Friedrich Bihl und Alfred Woltz; Kärn Emil und Paul Geschützt nach § 2 DSchG                                      |    |
| Weitere Bilder | Paulinenbrunnen                                                                                                  | Tübinger Straße, Rupert-Mayer-Platz, Flst.Nr. 4332 (Karte)                                               | 1898                 | Mayer Emil, Stadtbaurat Geschützt nach § 2 DSchG |    |

### Heslach
| Bild           | Bezeichnung | Lage | Datierung              | Beschreibung | ID                       |
| -------------- | --- | --- | ---------------------- | --- | ------------------------ |
|                | Mietshäuser für Arbeiter (Sachgesamtheit)                                                                        | Adlerstr. 17, Möhringerstr. 23, 29 bis 35, 29/1 bis 39/1, 30 bis 36 (Karte) | 1873                   | Pfäfflin Wilhelm Geschützt nach § 2 DSchG |                          |
|                | Doppelmietshaus für Arbeiter                                                                                     | Adlerstr. 9, Böheimstr. 40 (Karte) | 1885–1886              | Historismus - deutsche Neorenaissance, Bihl Julius, Werkmeister Geschützt nach § 2 DSchG                                                                                        |                          |
| Weitere Bilder | Evangelische Kreuzkirche                                                                                         | Benckendorffstr. 15 (Karte) | 1931                   | Heimatstil, Neues Bauen, Behr R. und Oelkrug K. Geschützt nach § 2 DSchG |                          |
| Weitere Bilder | Benckendorff-Grabkapelle                                                                                         | Benckendorffstr. 21 (Karte) | 1823                   | Geschützt nach § 12 DSchG |                          |
|                | Heslacher Friedhof (Sachgesamtheit)                                                                              | Benckendorffstr. 21, 33, Flst.Nr. 5531/1 (Karte) | 1798, 1823, 1893       | Städtisches Hochbauamt (1893 Aufbahrungshalle mit Wärterzimmer) Geschützt nach § 2 DSchG                                                                                        |                          |
|                | Wohn- und Geschäftshäuser (Sachgesamtheit)                                                                       | Benckendorffstr. 28, 30, Gebelsbergstr. 115, Hasenstr. 33 (Karte) | 1898                   | Historismus, Georg Friedrich Bihl und Alfred Woltz Geschützt nach § 2 DSchG |                          |
|                | Wohnhaus mit Gaststätte                                                                                          | Benckendorffstr. 6 (Karte) | 1900                   | Georg Friedrich Bihl und Alfred Woltz Geschützt nach § 2 DSchG |                          |
| Weitere Bilder | Ochsenbrunnen | Bihlplatz; Flst.Nr. 5212/3, 5239 (Karte) | 1900                   | Historismus - Neorenaissance, Jugendstil Geschützt nach § 2 DSchG |                          |
|                | Geschäfts- und Wohnhaus                                                                                          | Böblinger Str. 42 (Karte) | 1887                   | Historismus - Neogotik, Frey Theophil Geschützt nach § 2 DSchG |                          |
|                | Mehrfamilienhaus mit Ladenlokal                                                                                  | Böblinger Str. 46 (Karte) | 1885–1886              | Historismus - Neorenaissance, Johann Wendelin Braunwald Geschützt nach § 2 DSchG                                                                                                |                          |
|                | Mietshaus mit Ladenlokalen                                                                                       | Böblinger Str. 51 (Karte) | 1886–1887              | Historismus - deutsche Neorenaissance, Keller Heinrich Geschützt nach § 2 DSchG                                                                                                 |                          |
|                | Fabrik- und Verwaltungsgebäude                                                                                   | Böblinger Str. 52 (Karte) | 1897–1898              | Frühe Industriearchitektur bis 1920, Albert Schiller Geschützt nach § 2 DSchG                                                                                                   |                          |
|                | Handwerkerhaus                                                                                                   | Böblinger Str. 54 (Karte) | 1863–1864              | Biedermeier, Zimmermann G., Werkmeister Geschützt nach § 2 DSchG |                          |
|                | Geschäfts- und Wohnhaus                                                                                          | Böblinger Str. 55 (Karte) | 1898–1899              | Historismus - deutsche Neorenaissance, Georg Friedrich Bihl und Alfred Woltz Geschützt nach § 2 DSchG                                                                           |                          |
|                | Mietshaus mit Ladenlokal                                                                                         | Böblinger Str. 56 (Karte) |                        | Historismus - deutsche Neorenaissance, Georg Friedrich Bihl und Alfred Woltz Geschützt nach § 2 DSchG                                                                           |                          |
|                | Atelier- und Wohnhaus                                                                                            | Böblinger Str. 63 (Karte) | 1890                   | Historismus - deutsche Neorenaissance, Georg Friedrich Bihl und Alfred Woltz Geschützt nach § 2 DSchG                                                                           |                          |
|                | Ehemalige Fabrikanlage Eisengiesserei Stuttgart (Sachgesamtheit)                                                 | Böblinger Str. 70, 72, 78 (Karte) | 1874, 1887, 1896, 1905 | Frühe Industriearchitektur bis 1920, Wendelin, Wittmann und Stahl, Georg Friedrich Bihl und Alfred Woltz Geschützt nach § 2 DSchG                                               |                          |
|                | Straßenfassade des ehemaligen Brauereigasthauses                                                                 | Böblinger Str. 128 (Karte) | 1893                   | Historismus - Neorenaissance, Georg Friedrich Bihl und Alfred Woltz Geschützt nach § 2 DSchG                                                                                    |                          |
|                | Wohnhaus (nur Straßenfassade)                                                                                    | Böblinger Str. 178 (Karte) | 1891                   | Historismus - Neorenaissance, Georg Friedrich Bihl und Alfred Woltz Geschützt nach § 2 DSchG                                                                                    |                          |
| Weitere Bilder | Wohn- und Geschäftshäuser (Sachgesamtheit)                                                                       | Böblinger Str. 181 A - C, 183, Möhringer Str. 146, 148 (Karte) | 1909–1911              | Neoklassizismus, Neuer Stil, Bihl J. Geschützt nach § 2 DSchG |                          |
|                | Wohn- und Geschäftshaus                                                                                          | Böblinger Str. 185 (Karte) | 1904                   | Historismus - Neorenaissance, Georg Friedrich Bihl und Alfred Woltz Geschützt nach § 2 DSchG                                                                                    |                          |
| Weitere Bilder | Marienhospital                                                                                                   | Böheimstr. 37 (Karte) | 1887–1890              | Historismus - deutsche Neorenaissance, von Reinhardt Robert Geschützt nach § 2 DSchG                                                                                            |                          |
| Weitere Bilder | Mietshäuser (Sachgesamtheit)                                                                                     | Böheimstr. 39, Eierstr. 32, 34 (Karte) | 1900–1901              | Historismus - Neorenaissance, Jugendstil, Georg Friedrich Bihl und Alfred Woltz Geschützt nach § 2 DSchG                                                                        |                          |
|                | Mietshäuser (Sachgesamtheit)                                                                                     | Böheimstr. 41 (Karte) | 1906, 1911             | Neobarock, Jugendstil, Neoklassizismus, Georg Friedrich Bihl und Alfred Woltz, Bihl Alfred Teil der Sachgesamtheit Böheimstraße 41 und Böheimstraße 45 Geschützt nach § 2 DSchG |                          |
|                | Mietshaus (Teil der SG Mietshäuser)                                                                              | Böheimstr. 45 (Karte) | 1906, 1911             | Neobarock, Jugendstil, Neoklassizismus, Georg Friedrich Bihl und Alfred Woltz, Bihl Alfred Teil der Sachgesamtheit Böheimstraße 41 und Böheimstraße 45 Geschützt nach § 2 DSchG |                          |
| Weitere Bilder | Durch Torbau verbundene Fabrikbauten der ehemaligen Fabrikanlage Trikotfabrik Lang und Bumiller (Sachgesamtheit) | Böheimstr. 46, 50 (Karte) | 1899, 1912             | Frühe Industriearchitektur bis 1920, Georg Friedrich Bihl und Alfred Woltz, Manz P.J. Geschützt nach § 2 DSchG                                                                  |                          |
|                | Villa mit Einfriedung (Sachgesamtheit)                                                                           | Böheimstr. 47 A (Karte) | 1898                   | Historismus - deutsche Neorenaissance, Georg Friedrich Bihl und Alfred Woltz Geschützt nach § 2 DSchG                                                                           |                          |
|                | Mietshaus mit Gaststätte                                                                                         | Böheimstr. 49 (Karte) | 1895                   | Historismus - deutsche Neorenaissance, Georg Friedrich Bihl und Alfred Woltz Geschützt nach § 2 DSchG                                                                           |                          |
|                | Mietshaus mit Ladenlokal                                                                                         | Böheimstr. 51 (Karte) | 1903–1904              | Historismus - deutsche Neorenaissance, Jugendstil, Schmidt Karl Geschützt nach § 2 DSchG                                                                                        |                          |
|                | Doppelwohnhaus                                                                                                   | Böheimstr. 53, 55 (Karte) | 1871                   | Biedermeier Geschützt nach § 2 DSchG |                          |
|                | Geschäfts- und Wohnhaus                                                                                          | Böheimstr. 57 (Karte) | 1907–1908              | Historismus - Neobarock, Georg Friedrich Bihl und Alfred Woltz Geschützt nach § 2 DSchG                                                                                         |                          |
|                | Ehemaliges Pfarrhaus                                                                                             | Böheimstr. 59 (Karte) | 1904                   | Historismus - deutsche Neorenaissance, Kuhn Otto, Regierungsbaumeister Geschützt nach § 2 DSchG                                                                                 |                          |
| Weitere Bilder | Mietshausblock mit Kleinwohnungen (Sachgesamtheit)                                                               | Böheimstr. 64 A - D, Eierstr. 22, 24, 26, 28, 30, Schreiberstr. 11 A - B, 13, 15, 17 (Karte) | 1919                   | Hochbauamt Stuttgart, Albert Pantle Geschützt nach § 2 DSchG |                          |
| Weitere Bilder | Ehemaliges Mädchenheim (Sachgesamtheit)                                                                          | Böheimstr. 80, Frauenstr. 14 (Karte) | 1908, 1928             | Bihl J. Geschützt nach § 2 DSchG |                          |
|                | Wohn- und Geschäftshaus (Sachgesamtheit)                                                                         | Böheimstr. 83, Finkenstr. 24 (Karte) | 1905                   | Historismus, Georg Friedrich Bihl und Alfred Woltz Geschützt nach § 2 DSchG |                          |
| Weitere Bilder | Wohn- und Geschäftshaus (Sachgesamtheit)                                                                         | Böheimstr. 90, Taubenstr. 19 (Karte) | 1901–1902              | Jugendstil, Historismus - Neobarock, Georg Friedrich Bihl und Alfred Woltz Geschützt nach § 2 DSchG                                                                             |                          |
|                | Mietshaus | Böheimstr. 94 (Karte) | 1903                   | Historismus - Neobarock, Georg Friedrich Bihl und Alfred Woltz Geschützt nach § 2 DSchG                                                                                         |                          |
| Weitere Bilder | Wohnhäuser (Sachgesamtheit)                                                                                      | Böheimstr. 102, 104, Finkenstr. 20 (Karte) | 1900–1904              | Historismus, Georg Friedrich Bihl und Alfred Woltz Geschützt nach § 2 DSchG |                          |
| Weitere Bilder | Wohnhäuser (Sachgesamtheit)                                                                                      | Böheimstr. 103, 105, Burgstallstr. 1, 3 (Karte) | 1908–1911              | Historismus, Bührer Ludwig Geschützt nach § 2 DSchG |                          |
|                | Mietshaus | Burgstallstr. 5 (Karte) | 1913                   | Nanz A., Werkmeister Geschützt nach § 2 DSchG |                          |
| Weitere Bilder | Wohn- und Geschäftshaus (Sachgesamtheit)                                                                         | Burgstallstr. 6, Möhringerstr. 127,129 (Karte) | 1913                   | Neoklassizismus, Heckel Paul J. Geschützt nach § 2 DSchG |                          |
|                | Mietshäuser (Sachgesamtheit)                                                                                     | Burgstallstr. 7 (Karte) | 1904–1907              | Georg Friedrich Bihl und Alfred Woltz Teil der Sachgesamtheit Burgstallstr. 7 bis 15 (ungerade) Geschützt nach § 2 DSchG                                                        |                          |
|                | Mietshäuser (Sachgesamtheit)                                                                                     | Burgstallstr. 9 (Karte) | 1904–1907              | Georg Friedrich Bihl und Alfred Woltz Teil der Sachgesamtheit Burgstallstr. 7 bis 15 (ungerade) Geschützt nach § 2 DSchG                                                        |                          |
|                | Mietshäuser (Sachgesamtheit)                                                                                     | Burgstallstr. 11 (Karte) | 1904–1907              | Georg Friedrich Bihl und Alfred Woltz Teil der Sachgesamtheit Burgstallstr. 7 bis 15 (ungerade) Geschützt nach § 2 DSchG                                                        |                          |
|                | Mietshäuser (Sachgesamtheit)                                                                                     | Burgstallstr. 13 (Karte) | 1904–1907              | Georg Friedrich Bihl und Alfred Woltz Teil der Sachgesamtheit Burgstallstr. 7 bis 15 (ungerade) Geschützt nach § 2 DSchG                                                        |                          |
|                | Mietshäuser (Sachgesamtheit)                                                                                     | Burgstallstr. 15 (Karte) | 1904–1907              | Georg Friedrich Bihl und Alfred Woltz Teil der Sachgesamtheit Burgstallstr. 7 bis 15 (ungerade) Geschützt nach § 2 DSchG                                                        |                          |
|                | Mietshaus | Burgstallstr. 8 (Karte) | 1913                   | Expressionismus, Schoch Karl Geschützt nach § 2 DSchG |                          |
| Weitere Bilder | Wohn- und Geschäftshäuser (Sachgesamtheit)                                                                       | Burgstallstr. 10 Teil der Sachgesamtheit Burgstallstr. 10, 12, 14 (Karte) | 1902                   | Historismus, Georg Friedrich Bihl und Alfred Woltz Geschützt nach § 2 DSchG |                          |
| Weitere Bilder | Wohn- und Geschäftshäuser (Sachgesamtheit)                                                                       | Burgstallstr. 12 Teil der Sachgesamtheit Burgstallstr. 10, 12, 14 (Karte) | 1902                   | Historismus, Georg Friedrich Bihl und Alfred Woltz Geschützt nach § 2 DSchG |                          |
| Weitere Bilder | Wohn- und Geschäftshäuser (Sachgesamtheit)                                                                       | Burgstallstr. 14 Teil der Sachgesamtheit Burgstallstr. 10, 12, 14 (Karte) | 1902                   | Historismus, Georg Friedrich Bihl und Alfred Woltz Geschützt nach § 2 DSchG |                          |
|                | Wohn- und Geschäftshäuser (Sachgesamtheit)                                                                       | Burgstallstr. 17 Teil der Sachgesamtheit Burgstallstr. 17, 19, Hahnstr. 56, 58, 60 (Karte) | 1911–1912              | Kärcher H. Geschützt nach § 2 DSchG |                          |
|                | Wohn- und Geschäftshäuser (Sachgesamtheit)                                                                       | Burgstallstr. 19 Teil der Sachgesamtheit Burgstallstr. 17, 19, Hahnstr. 56, 58, 60 (Karte) | 1911–1912              | Kärcher H. Geschützt nach § 2 DSchG |                          |
| Weitere Bilder | Mietshäuser (Sachgesamtheit)                                                                                     | Burgstallstr. 20 bis 26, Benckendorffstr. 5 (Karte) | 1902–1903              | Georg Friedrich Bihl und Alfred Woltz Geschützt nach § 2 DSchG |                          |
| Weitere Bilder | Mietshäuser (Sachgesamtheit)                                                                                     | Dornhaldenstr. 1, 3, Eierstr. 40 (Karte) | 1901–1902              | Historismus, Jugendstil, Georg Friedrich Bihl und Alfred Woltz Geschützt nach § 2 DSchG                                                                                         |                          |
|                | Fabrikgebäude | Dornhaldenstr. 5, 7 (Karte) | 1909, 1921             | Frühe Industriearchitektur bis 1920, André Lambert und Eduard Stahl Geschützt nach § 2 DSchG                                                                                    |                          |
|                | Doppelmietshaus                                                                                                  | Dornhaldenstr. 12, Schreiberstr. 25 (Karte) | 1901                   | Deutsche Neorenaissance, norddeutsche Bürgerhausbau, Schönnagel Adolf, Hofwerkmeister Geschützt nach § 2 DSchG                                                                  |                          |
|                | Mietshäuser mit Ladenlokalen (Sachgesamtheit)                                                                    | Dornhaldenstr. 14, 14/1, 16, 16/1, 18 (Karte) | 1910–1911              | Neoklassizismus, Jugendstil, Locher Arthur Geschützt nach § 2 DSchG |                          |
| Weitere Bilder | Kleinhaussiedlung „Eiernest“ (Sachgesamtheit)                                                                    | Eiernest, Kleinhaussiedlung Folgende Straßen und Hausnummern gehören dazu: - Eierstr. 70 bis 112 (ungerade) - Habichtweg 1 bis 46 - Liebigstr. 18,20,21,22,23,24,25,26,28,29,30 35 bis 73 (ungerade) - Schreiberstr. 48 bis 72 (gerade) - Schwalbenweg 8 bis 39, 41 - Sperberweg 1 bis 9, 11 bis 21 (ungerade) - Zechweg 2 bis 32 (gerade) (Karte) | 1925–1926              | Albert Pantle, Stadtbaurat Geschützt nach § 2 DSchG |                          |
| Weitere Bilder | Wohnhaus | Eierstr. 10 (Karte) | 1870                   | Mauz Eberhard, Zimmermeister Geschützt nach § 2 DSchG |                          |
|                | Doppelmietshaus                                                                                                  | Eierstr. 12, Möhringer Str. 50 A (Karte) | 1894                   | Historismus - deutsche Neorenaissance, Georg Friedrich Bihl und Alfred Woltz Geschützt nach § 2 DSchG                                                                           |                          |
| Weitere Bilder | Mietshäuser (Sachgesamtheit)                                                                                     | Eierstr. 21, 23 (Karte) | 1894–1895              | Historismus - Neorenaissance, Georg Friedrich Bihl und Alfred Woltz Geschützt nach § 2 DSchG                                                                                    |                          |
| Weitere Bilder | Mietshäuser (Sachgesamtheit)                                                                                     | Eierstr. 25, 27 (Karte) | 1893                   | Historismus - Neorenaissance, Klemm Gottlieb, Werkmeister Geschützt nach § 2 DSchG                                                                                              |                          |
|                | Ehemaliges Mädchenheim                                                                                           | Frauenstr. 14 (Karte) | 1908                   | Bihl J. Geschützt nach § 2 DSchG |                          |
|                | Beamtenwohnhaus                                                                                                  | Gebelsbergstr. 1, Schickhardtstr. 25 (Karte) | 1922                   | Stuttgarter Schule, Expressionismus, Döcker Richard Geschützt nach § 2 DSchG |                          |
|                | Ehemalige Villa Wille                                                                                            | Gebelsbergstr. 18 (Karte) | 1922                   | Neoklassizismus, Landhausstil, Dollinger Richard Geschützt nach § 2 DSchG | BW                       |
|                | Wohn- und Geschäftshaus (Sachgesamtheit)                                                                         | Gebelsbergstr. 105 Teil der Sachgesamtheit "Gebelsbergstr. 105, 107, Hasenstr. 30" (Karte) | 1915                   | Heckel Paul J. Geschützt nach § 2 DSchG | BW                       |
|                | Wohn- und Geschäftshaus (Sachgesamtheit)                                                                         | Gebelsbergstr. 107 Teil der Sachgesamtheit "Gebelsbergstr. 105, 107, Hasenstr. 30" (Karte) | 1915                   | Heckel Paul J. Geschützt nach § 2 DSchG |                          |
|                | Wohn- und Geschäftshaus                                                                                          | Hahnstr. 12 (Karte) | 1902, 1912             | Bihl J. Geschützt nach § 2 DSchG |                          |
|                | Mietshaus | Hahnstr. 20 (Karte) | 1926                   | Historismus - Heimatstil, Neoklassizismus, Murr Willy Geschützt nach § 2 DSchG                                                                                                  |                          |
|                | Wohn- und Geschäftshäuser (Sachgesamtheit)                                                                       | Hahnstr. 28 Teil der Sachgesamtheit Hahnstr. 28, 30, Kelterstr. 24, 25, 26 (Karte) |                        | Historismus, Bihl Geschützt nach § 2 DSchG |                          |
|                | Wohn- und Geschäftshäuser (Sachgesamtheit)                                                                       | Hahnstr. 30 Teil der Sachgesamtheit Hahnstr. 28, 30, Kelterstr. 24, 25, 26 (Karte) |                        | Historismus, Bihl Geschützt nach § 2 DSchG |                          |
|                | Wohn- und Geschäftshäuser (Sachgesamtheit)                                                                       | Hahnstr. 31, 32, 33 (Karte) | 1901                   | Schnell D. und J.& K. Nanz Geschützt nach § 2 DSchG |                          |
| Weitere Bilder | Wohn- und Geschäftshäuser (Sachgesamtheit)                                                                       | Hahnstr. 42, 43, 44, 46, Schnellweg 1, 3 (Karte) | 1904–1906              | Geschützt nach § 2 DSchG |                          |
|                | Mietshaus (Teil der SG Mietshäuser)                                                                              | Hahnstr. 52 (Karte) | 1907                   | Historismus - Neobarock, Jugendstil Geschützt nach § 2 DSchG |                          |
|                | Mietshaus (Teil der SG Mietshäuser)                                                                              | Hahnstr. 54 (Karte) | 1907                   | Historismus - Neobarock, Jugendstil Geschützt nach § 2 DSchG |                          |
|                | Wohn- und Geschäftshaus (Teil der SG Wohn- und Geschäftshäuser)                                                  | Hahnstr. 56 (Karte) | 1911–1912              | Kärcher H. Geschützt nach § 2 DSchG |                          |
|                | Wohn- und Geschäftshäuser (Sachgesamtheit)                                                                       | Hahnstr. 58 Teil der Sachgesamtheit Burgstallstr. 17, 19, Hahnstr. 56, 58, 60 (Karte) | 1911–1912              | Kärcher H. Geschützt nach § 2 DSchG | BW                       |
|                | Wohn- und Geschäftshäuser (Sachgesamtheit)                                                                       | Hahnstr. 60 Teil der Sachgesamtheit Burgstallstr. 17, 19, Hahnstr. 56, 58, 60 (Karte) | 1911–1912              | Kärcher H. Geschützt nach § 2 DSchG | BW                       |
|                | Villa | Hasenbergsteige 27 (Karte) | 1878                   | Historismus, Schweizerhaus, Betz (Georg ?) Geschützt nach § 2 DSchG |                          |
|                | Villa | Hasenbergsteige 31 (Karte) | 1900                   | Historismus - deutsche Neorenaissance, Neobarock, Ludwig Eisenlohr und Weigle Carl Geschützt nach § 2 DSchG                                                                     | BW                       |
|                | Villa | Hasenbergsteige 37 (Karte) | 1908                   | Neuer Stil, Stil der Spätviktorianik, Eitel Albert Geschützt nach § 2 DSchG |                          |
|                | Mehrfamilienhaus                                                                                                 | Hasenbergsteige 41 (Karte) | 1902                   | Historismus (am englischen Villenbau orientiert), Hertlein Geschützt nach § 2 DSchG                                                                                             |                          |
|                | Mehrfamilienhaus                                                                                                 | Hasenbergsteige 43 (Karte) | 1903                   | Historismus - deutsche Neorenaissance, Jugendstil, Schiedt Adolf Geschützt nach § 2 DSchG                                                                                       |                          |
|                | Mehrfamilienhaus                                                                                                 | Hasenbergsteige 45 (Karte) | 1903                   | Historismus - deutsche Neorenaissance, Jugendstil, Schiedt Adolf Geschützt nach § 2 DSchG                                                                                       |                          |
|                | Villa mit Garten (Sachgesamtheit)                                                                                | Hasenbergsteige 47, 49, Flst.Nr. 6003/9 (Karte) | 1910                   | Jugendstil, Neoklassizismus, Biedermeier, Jäger Hermann Geschützt nach § 2 DSchG                                                                                                | BW                       |
|                | Ehemaliges Weingärtnerhaus                                                                                       | Hasenstr. 11 (Karte) | 1500–1600              | Renaissance Geschützt nach § 2 DSchG |                          |
| Weitere Bilder | Wohn- und Geschäftshaus (Sachgesamtheit)                                                                         | Hasenstr. 30 Teil der Sachgesamtheit "Gebelsbergstr. 105, 107, Hasenstr. 30" (Karte) | 1915                   | Heckel Paul J. Geschützt nach § 2 DSchG |                          |
|                | Doppelvilla | Hohentwielstr. 10, 12 (Karte) | 1904                   | Historismus, Jugendstil (viktorianisch orientiert), Schiedl Adolf Geschützt nach § 2 DSchG                                                                                      |                          |
|                | Wohn- und Geschäftshaus (Teil der SG Wohn- und Geschäftshäuser)                                                  | Kelterstr. 24 (Karte) |                        | Historismus, Bihl Geschützt nach § 2 DSchG |                          |
|                | Wohn- und Geschäftshaus (Teil der SG Wohn- und Geschäftshäuser)                                                  | Kelterstr. 25 (Karte) |                        | Historismus, Bihl Geschützt nach § 2 DSchG |                          |
|                | Wohn- und Geschäftshäuser (Sachgesamtheit)                                                                       | Kelterstr. 26 Teil der Sachgesamtheit Hahnstr. 28, 30, Kelterstr. 24, 25, 26 (Karte) |                        | Historismus, Bihl Geschützt nach § 2 DSchG |                          |
|                | Mietshaus mit Ladenlokal                                                                                         | Möhringer Str. 47 (Karte) | 1894                   | Historismus - deutsche Neorenaissance, Georg Friedrich Bihl und Alfred Woltz Geschützt nach § 2 DSchG                                                                           |                          |
| Weitere Bilder | Matthäuskirche                                                                                                   | Möhringer Str. 52 (Karte) | 1876–1881, 1945–1950   | Historismus - Neoromanik, Neogotik, von Dollinger Conrad und Wolff Adolf, Stadtbauräte; Stahl und Schiele Geschützt nach § 2 DSchG                                              |                          |
|                | Ehemalige Feuerwache mit Turnhalle                                                                               | Möhringer Str. 56 (Karte) | 1887–1888              | Historismus - deutsche Neorenaissance, Mayer Emil, Stadtbaurat Geschützt nach § 2 DSchG                                                                                         |                          |
|                | Doppelmietshaus mit Ladenlokalen                                                                                 | Möhringer Str. 65 A, 65 B (Karte) | 1911–1912              | Neoklassizismus, Biedermeier, Locher Arthur Geschützt nach § 2 DSchG |                          |
|                | Mietshaus | Möhringer Str. 70 (Karte) | 1885–1886              | Historismus, Bihl J. Geschützt nach § 2 DSchG |                          |
|                | Mietshaus | Möhringer Str. 92 (Karte) | 1892                   | Historismus - Neorenaissance, Bihl Fr. Geschützt nach § 2 DSchG |                          |
|                | Wohn- und Geschäftshaus                                                                                          | Möhringer Str. 132 (Karte) | 1897                   | Historismus - Neobarock, Georg Friedrich Bihl und Alfred Woltz Geschützt nach § 2 DSchG                                                                                         |                          |
|                | Mietshaus | Möhringer Str. 165 (Karte) | 1900                   | Historismus, Georg Friedrich Bihl und Alfred Woltz Geschützt nach § 2 DSchG |                          |
|                | Wohn- und Geschäftshaus                                                                                          | Möhringer Str. 147 (Karte) | 1891                   | Historismus - Neorenaissance, Georg Friedrich Bihl und Alfred Woltz Geschützt nach § 2 DSchG                                                                                    |                          |
|                | Stadtbad Heslach                                                                                                 | Mörikestr. 62 (Karte) | 1927–1929              | Expressionismus/Neues Bauen, Hochbauamt Stuttgart, Cloos Franz, Oberbaurat Geschützt nach § 2 DSchG                                                                             |                          |
|                | Geschäfts-/Wohnhaus und Fabrikgebäude (Sachgesamtheit)                                                           | Mörikestr. 69 (Karte) | 1903                   | Historismus, Frühe Industriearchitektur bis 1920, Bihl Julius, Werkmeister Geschützt nach § 2 DSchG                                                                             | BW                       |
|                | Geschäfts-/Wohnhaus (Teil der Sachgesamtheit)                                                                    | Mörikestr. 69 (Karte) | 1903                   | Historismus, Frühe Industriearchitektur bis 1920, Bihl Julius, Werkmeister Geschützt nach § 2 DSchG                                                                             |                          |
|                | Wohnhaus (Teil der SG Wohnhäuser)                                                                                | Neugereutstr. 5 (Karte) | 1892–1899              | Historismus, Georg Friedrich Bihl und Alfred Woltz Geschützt nach § 2 DSchG |                          |
|                | Wohnhaus (Teil der SG Wohnhäuser)                                                                                | Neugereutstr. 7 (Karte) | 1892–1899              | Historismus, Georg Friedrich Bihl und Alfred Woltz Geschützt nach § 2 DSchG |                          |
|                | Wohnhaus (Teil der SG Wohnhäuser)                                                                                | Neugereutstr. 9 (Karte) | 1892–1899              | Historismus, Georg Friedrich Bihl und Alfred Woltz Geschützt nach § 2 DSchG |                          |
|                | Gemarkungsgrenzstein Stuttgart (Teil der SG „Gemarkungsgrenzsteine Stuttgart“)                                   | Ohne Adresse |                        | Geschützt nach § 2 DSchG |                          |
|                | Ehemalige Gastwirtschaft Frank mit Saalbau und ehemaligem Biergarten (Sachgesamtheit)                            | Schickhardtstr. 5; Flst.Nr. 5682/3 (Karte) | 1894                   | Historismus, Georg Friedrich Bihl und Alfred Woltz Geschützt nach § 2 DSchG |                          |
|                | Doppelmietshaus                                                                                                  | Schickhardtstr. 22, 24 (Karte) | 1909                   | Schautz Bernhard Geschützt nach § 2 DSchG |                          |
| Weitere Bilder | Schickhardt-Schule mit Laufbrunnen (Sachgesamtheit)                                                              | Schickhardtstr. 26, 28, 30 (Karte) | 1911–1912              | Neoklassizismus, Albert Pantle, Oberbaurat; Brunnen von Hugo Melchior (nicht sicher) Geschützt nach § 12 DSchG                                                                  | Wikidata-Objekt anzeigen |
|                | Doppelmietshaus mit Ladenlokal                                                                                   | Schickhardtstr. 31, 33 (Karte) | 1906                   | Historismus - Neobarock, Biedermeier, Schautz Bernhard Geschützt nach § 2 DSchG                                                                                                 |                          |
|                | Villa | Schickhardtstr. 41 (Karte) | 1889                   | Historismus - deutsche Neorenaissance, Georg Friedrich Bihl und Alfred Woltz Geschützt nach § 2 DSchG                                                                           |                          |
|                | Ehemalige Villa Nanz                                                                                             | Schnellweg 7 (Karte) | 1904–1905              | Historismus - Neobarock, Georg Friedrich Bihl und Alfred Woltz Geschützt nach § 2 DSchG                                                                                         |                          |
|                | Wohnhaus | Schreiberstr. 6 (Karte) | 1869                   | Biedermeier, Fauser Th., Werkmeister Geschützt nach § 2 DSchG |                          |
|                | Fabrikgebäude | Schreiberstr. 27 (Karte) | 1921–1922              | Neoklassizismus, Neue Sachlichkeit, Müller Max Geschützt nach § 2 DSchG |                          |
|                | Mietshaus | Schreiberstr. 29 (Karte) | 1921–1922              | Historismus - Neobarock, Neoklassizismus, Georg Friedrich Bihl und Alfred Woltz Teil der Sachgesamtheit Schreiberstr. 29, 31, 33 und 33 A Geschützt nach § 2 DSchG              |                          |
| Weitere Bilder | Mietshaus | Schreiberstr. 31 (Karte) | 1921–1922              | Historismus - Neobarock, Neoklassizismus, Georg Friedrich Bihl und Alfred Woltz Teil der Sachgesamtheit Schreiberstr. 29, 31, 33 und 33 A Geschützt nach § 2 DSchG              |                          |
|                | Mietshaus | Schreiberstr. 33, 33A (Karte) | 1921–1922              | Historismus - Neobarock, Neoklassizismus, Georg Friedrich Bihl und Alfred Woltz Teil der Sachgesamtheit Schreiberstr. 29, 31, 33 und 33 A Geschützt nach § 2 DSchG              |                          |
|                | Mietshaus mit ehemaligem Ladenlokal                                                                              | Schreiberstr. 38 (Karte) | 1911                   | Neoklassizismus, Biedermeier, Schleicher E. und R. Geschützt nach § 2 DSchG |                          |
| Weitere Bilder | Wohn- und Geschäftshäuser (Sachgesamtheit)                                                                       | Taubenstr. 3, 5 (Karte) | 1901                   | Historismus - Neobarock, Georg Friedrich Bihl und Alfred Woltz Geschützt nach § 2 DSchG                                                                                         |                          |
| Weitere Bilder | Mietshaus | Taubenstr. 6 (Karte) | 1905                   | Historismus - Neogotik, Jugendstil, Bihl J. Geschützt nach § 2 DSchG |                          |
| Weitere Bilder | Mietshaus | Taubenstr. 21 (Karte) | 1912                   | Historismus - Neobarock, G. Kies Geschützt nach § 2 DSchG |                          |
|                | Mehrfamilienhaus                                                                                                 | Wannenstr. 2 (Karte) | 1904–1906              | Jugendstil, Neoklassizismus, Wittmann und Stahl Geschützt nach § 2 DSchG |                          |
|                | Villa | Wannenstr. 18 (Karte) | 1913                   | Neoklassizismus, Georg Friedrich Bihl und Alfred Woltz Geschützt nach § 2 DSchG                                                                                                 |                          |
|                | Mehrfamilienhaus                                                                                                 | Wolffstr. 1 (Karte) | 1899–1890              | Historismus - deutsche Neorenaissance, Georg Friedrich Bihl Geschützt nach § 2 DSchG                                                                                            |                          |

### Südheim
| Bild           | Bezeichnung | Lage | Datierung | Beschreibung                                                                                          | ID |
| -------------- | --- | --- | --------- | --- | -- |
| Weitere Bilder | Wohn- und Geschäftshäuser (Sachgesamtheit)                                                                                             | Bachwiesenstr. 14, 14/1, 16, 18, Neugereutstr. 13, 15, 16, 17, 18 (Karte)                                                                                   | 1909–1911 | Neoklassizismus, Blankenhorn E. Geschützt nach § 2 DSchG                                              |    |
| Weitere Bilder | Städtische Siedlung (Sachgesamtheit)                                                                                                   | Bachwiesenstr. 31 bis 35, Böblinger Str. 207 A, B, C, 209, 223 bis 235 (ungerade), Burgstallstr. 76, 78, 82 bis 92, 87 bis 91, 102 bis 114 (gerade) (Karte) | 1922–1926 | Heimatstil, Stuttgarter Schule 1920–1945, Hochbauamt Stuttgart Geschützt nach § 2 DSchG               |    |
| Weitere Bilder | Wohn- und Geschäftshäuser (Sachgesamtheit)                                                                                             | Böblinger Str. 187, 189, Burgstallstr. 57, Neugereutstr. 6, 10, 11 (Karte)                                                                                  | 1900–1903 | Historismus (norddeutsche Backsteingotik), Schautz B. Geschützt nach § 2 DSchG                        |    |
| Weitere Bilder | Ehemaliges Städtisches Amtshaus | Böblinger Str. 211 (Karte) | 1897–1898 | Historismus - Neorenaissance, Hochbauamt Stuttgart Geschützt nach § 2 DSchG                           |    |
| Weitere Bilder | Seilbahn | Böblinger Str. 237, Flst.Nr. 9557/2, 9558/1 (Bergstation in Degerloch) (Karte)                                                                              | 1929      | Geschützt nach § 2 DSchG                                                                              |    |
|                | Mietshäuser (Sachgesamtheit) | Böhmisreuteweg 34, Hahnstr. 35 (Karte) |           | Historismus - Neorenaissance, Georg Friedrich Bihl und Alfred Woltz Geschützt nach § 2 DSchG          |    |
|                | Mietshaus | Böhmisreuteweg 37 (Karte) | 1899      | Historismus, Georg Friedrich Bihl und Alfred Woltz Geschützt nach § 2 DSchG                           |    |
|                | Wohnhaus | Böhmisreuteweg 43 (Karte) | 1897      | Historismus, Schweizerhausstil, Georg Friedrich Bihl und Alfred Woltz Geschützt nach § 2 DSchG        |    |
| Weitere Bilder | Wohn- und Geschäftshaus | Böhmisreuteweg 45, 47 (Karte) | 1902      | Historismus, Georg Friedrich Bihl und Alfred Woltz Geschützt nach § 2 DSchG                           |    |
|                | Wohn- und Geschäftshaus | Burgstallstr. 54, 56 (Karte) | 1911      | Neoklassizismus, Locher A. Geschützt nach § 2 DSchG                                                   |    |
|                | Schützenhaus | Burgstallstr. 99 (Karte) | 1895      | Hengerer Karl Geschützt nach § 2 DSchG                                                                |    |
|                | Wohn- und Geschäftshaus | Hahnstr. 29 (Karte) | 1904      | Historismus, Georg Friedrich Bihl und Alfred Woltz Geschützt nach § 2 DSchG                           |    |
|                | Mietshäuser (Sachgesamtheit) | Hahnstr. 45 bis 55 (ungerade), Im Lerchenrain 2, 4 (Karte)                                                                                                  | 1908–1910 | Historismus - Neorenaissance, Dienstbach F. Geschützt nach § 2 DSchG                                  | BW |
|                | Lerchenrain-Schule (Sachgesamtheit) | Kelterstr. 52 (Karte) | 1908–1909 | Neoklassizismus, Bonatz Paul, Prof. und Scholer Friedrich Eugen Geschützt nach § 2 DSchG              |    |
|                | Rudolf-Sophien-Stift, mit Brunnen und Eiskeller (Sachgesamtheit)                                                                       | Leonberger Str. 220 (Karte) | 1912–1914 | Neobarock, Heimatstil, Neoklassizismus, Lempp Rudolf und Riethmüller Hermann Geschützt nach § 2 DSchG |    |
| Weitere Bilder | Ehemalige Haltestelle „Wildpark“, mit Dienst- und Wartegebäude, Treppenanlage und Eisenbahnbrücke bei der Haltestelle (Sachgesamtheit) | Leonberger Str. 226 (Karte) | 1908      | Königliche Eisenbahninspektion Geschützt nach § 2 DSchG                                               |    |
| Weitere Bilder | Siedlung Ziegelklinge (Sachgesamtheit)                                                                                                 | Sandweg 2 bis 24 (gerade), Sperlingstr. 18 bis 46 (gerade) (Karte)                                                                                          | 1928      | Neue Sachlichkeit, Schieber Albert Geschützt nach § 2 DSchG                                           |    |
| Weitere Bilder | Reihenhaus (Teil der SG Siedlung Ziegelklinge)                                                                                         | Sandweg 2, 4, 6, 8, 10, 12 (Karte) | 1928      | Neue Sachlichkeit, Schieber Albert Geschützt nach § 2 DSchG                                           |    |
| Weitere Bilder | Südheim-Siedlung (Sachgesamtheit) | Seilbahnstr. 1 bis 9 (ungerade), Südheimer Platz 2, 4, 6 (Karte)                                                                                            | 1901–1903 | Historismus, Jugendstil, Hengerer Karl Geschützt nach § 2 DSchG                                       |    |
| Weitere Bilder | Reihenhaus (Teil der SG Siedlung Ziegelklinge)                                                                                         | Sperlingstraße 20, 22, 24, 26 (Karte) | 1928      | Neue Sachlichkeit, Schieber Albert Geschützt nach § 2 DSchG                                           |    |
| Weitere Bilder | Reihenhaus (Teil der SG Siedlung Ziegelklinge)                                                                                         | Sperlingstraße 36, 38, 40, 42, 44, 46 (Karte) | 1928      | Neue Sachlichkeit, Schieber Albert Geschützt nach § 2 DSchG                                           |    |
|                | Aquädukt, Quellwassersammelbecken und Brunnenstube (Sachgesamtheit)                                                                    | Vogelrainstraße, Nachtigallenweg; Flst.Nr. 9502/3, 9553/18, 9553/39, 9560/1, 9560/2, 9626 (Karte)                                                           | 1825–1833 | Duttenhofer Karl August Friedrich, Wasserbauingenieur Geschützt nach § 2 DSchG                        | BW |
|                | Aquädukt (Teil der Sachgesamtheit) | Vogelrainstraße, Nachtigallenweg; Flst.Nr. 9502/3, 9553/18, 9553/39, 9560/1, 9560/2, 9626 (Karte)                                                           | 1825–1833 | Duttenhofer Karl August Friedrich, Wasserbauingenieur Geschützt nach § 2 DSchG                        |    |
|                | 23 Gemarkungsgrenzsteine Stuttgart (Teil der SG „Gemarkunsgsgrenzsteine Stuttgart“)                                                    | Ohne Adresse |           | Die im Anschluss kommenden Grenzsteine könnten zu den 23 Steine gehören. Geschützt nach § 2 DSchG     |    |
|                | Ein unbekannter Gemarkungsgrenzstein Stuttgart (Teil der SG „Gemarkunsgsgrenzsteine Stuttgart“)                                        | Provisorische Adresse: am Mauswegle, beim Beginn der Vogelrainklinge                                                                                        |           | Geschützt nach § 2 DSchG                                                                              |    |
|                | Ein unbekannter Gemarkungsgrenzstein Stuttgart (Teil der SG „Gemarkunsgsgrenzsteine Stuttgart“)                                        | Provisorische Adresse: Gebiet Teufelswiesen, Waldweg der Richtung Dachswald Im Himmel führt                                                                 |           | Geschützt nach § 2 DSchG                                                                              |    |
|                | Ein unbekannter Gemarkungsgrenzstein Stuttgart (Teil der SG „Gemarkunsgsgrenzsteine Stuttgart“)                                        | Provisorische Adresse: Gebiet Teufelswiesen, an einem Waldweg der östlich der Gäubahn verläuft                                                              |           | Geschützt nach § 2 DSchG                                                                              |    |
|                | Ein unbekannter Gemarkungsgrenzstein Stuttgart (Teil der SG „Gemarkunsgsgrenzsteine Stuttgart“)                                        | Provisorische Adresse: Gebiet Zwickenberg, an einem Waldweg der östlich der Gäubahn verläuft                                                                |           | Geschützt nach § 2 DSchG                                                                              |    |
|                | Ein unbekannter Gemarkungsgrenzstein Stuttgart (Teil der SG „Gemarkungsgrenzsteine Stuttgart“)                                         | Provisorische Adresse: beim Sportplatz Abzweig in den Mauswegle Dieser Grenzstein könnte auch im Bezirk Kaltental liegen.                                   |           | Geschützt nach § 2 DSchG                                                                              |    |

### Kaltental
| Bild           | Bezeichnung                                | Lage                                                 | Datierung | Beschreibung                                                                                  | ID |
| -------------- | ------------------------------------------ | ---------------------------------------------------- | --------- | --------------------------------------------------------------------------------------------- | -- |
|                | Wappen- und Inschrifttafeln aus Stubensand | Belchenstr. 11 (Karte)                               | 1571      | Geschützt nach § 2 DSchG                                                                      | BW |
|                | Katholische Kirche St. Antonius            | Burgstr. 25 (Karte)                                  | 1932      | Bauhaus, Neues Bauen, Internationaler Stil, Herkommer Hans Geschützt nach § 2 DSchG           |    |
|                | Ehemalige Meierei                          | Burgstr. 34 (Karte)                                  | 1551      | Renaissance Geschützt nach § 2 DSchG                                                          |    |
|                | Steinerner Türsturz mit Wappen             | Burgstr. 40 (Karte)                                  | 1696      | Barock Geschützt nach § 2 DSchG                                                               | BW |
|                | Kuckucksruf-Brunnen                        | Hirsauer Straße, Kuckucksruf, Flst.Nr. 330/1 (Karte) | 1927      | Heimatstil, Stuttgarter Schule 1920–1945, Brüllmann Jakob, Bildhauer Geschützt nach § 2 DSchG |    |
| Weitere Bilder | Evangelische Thomaskirche                  | Schwarzwaldstr. 7 (Karte)                            | 1938,1950 | Heimatstil, Stuttgarter Schule 1920–1945, Mayer Hannes Geschützt nach § 2 DSchG               |    |
|                | Wohnhaus                                   | Schwarzwaldstr. 43 (Karte)                           | 1890–1910 | Historismus - Landhausstil, Neogotik Geschützt nach § 2 DSchG                                 |    |